# Lista över fornlämningar i Nässjö kommun
Lista över fornlämningar i Nässjö kommun är en förteckning av ett urval av de fornlämningar som finns i Nässjö kommun.

## Almesåkra
| Namn                         | Lämningstyp                 | Tillkomsttid | Historisk indelning | Plats | Läge                 | ID-nr          | Bild                                      |
| ---------------------------- | --------------------------- | ------------ | ------------------- | ----- | -------------------- | -------------- | ----------------------------------------- |
| Almesåkra 1:1                | Stensättning                |              | Almesåkra, Småland  |       | 57.554843, 14.572357 | 10055900010001 | Ladda upp en bild av detta fornminne      |
| Almesåkra 2:1                | Stensättning                |              | Almesåkra, Småland  |       | 57.556638, 14.578743 | 10055900020001 | Ladda upp en bild av detta fornminne      |
| Almesåkra 3:1                | Stensättning                |              | Almesåkra, Småland  |       | 57.554356, 14.587827 | 10055900030001 | Ladda upp en bild av detta fornminne      |
| Almesåkra 3:2                | Stensättning                |              | Almesåkra, Småland  |       | 57.554148, 14.588195 | 10055900030002 | Ladda upp en bild av detta fornminne      |
| Almesåkra 4:1                | Stensättning                |              | Almesåkra, Småland  |       | 57.541334, 14.593183 | 10055900040001 | Ladda upp en bild av detta fornminne      |
| Almesåkra 5:1                | Röse                        |              | Almesåkra, Småland  |       | 57.536559, 14.596385 | 10055900050001 | Ladda upp en bild av detta fornminne      |
| Almesåkra 5:2                | Stensättning                |              | Almesåkra, Småland  |       | 57.536585, 14.596144 | 10055900050002 | Ladda upp en bild av detta fornminne      |
| Almesåkra 6:1                | Röse                        |              | Almesåkra, Småland  |       | 57.534774, 14.599702 | 10055900060001 | Ladda upp en bild av detta fornminne      |
| Almesåkra 7:1                | Röse                        |              | Almesåkra, Småland  |       | 57.530814, 14.600351 | 10055900070001 | Ladda upp en bild av detta fornminne      |
| Almesåkra 10:1               | Stensättning                |              | Almesåkra, Småland  |       | 57.571564, 14.591780 | 10055900100001 | Ladda upp en bild av detta fornminne      |
| Almesåkra 11:1               | Stensättning                |              | Almesåkra, Småland  |       | 57.572968, 14.591436 | 10055900110001 | Ladda upp en bild av detta fornminne      |
| Almesåkra 11:2               | Stensättning                |              | Almesåkra, Småland  |       | 57.573102, 14.591118 | 10055900110002 | Ladda upp en bild av detta fornminne      |
| Almesåkra 12:1               | Röse                        |              | Almesåkra, Småland  |       | 57.575715, 14.589685 | 10055900120001 | Ladda upp en bild av detta fornminne      |
| Almesåkra 13:1               | Stensättning                |              | Almesåkra, Småland  |       | 57.575886, 14.591858 | 10055900130001 | Ladda upp en bild av detta fornminne      |
| Almesåkra 14:1               | Stensättning                |              | Almesåkra, Småland  |       | 57.576255, 14.593236 | 10055900140001 | Ladda upp en bild av detta fornminne      |
| Almesåkra 14:2               | Grav markerad av sten/block |              | Almesåkra, Småland  |       | 57.576435, 14.592716 | 10055900140002 | Ladda upp en bild av detta fornminne      |
| Almesåkra 15:1               | Röse                        |              | Almesåkra, Småland  |       | 57.578467, 14.598457 | 10055900150001 | Ladda upp en bild av detta fornminne      |
| Almesåkra 18:1               | Röse                        |              | Almesåkra, Småland  |       | 57.577664, 14.567926 | 10055900180001 | Ladda upp en bild av detta fornminne      |
| Almesåkra 21:1               | Stensättning                |              | Almesåkra, Småland  |       | 57.556821, 14.606530 | 10055900210001 | Ladda upp en bild av detta fornminne      |
| Almesåkra 21:2               | Stensättning                |              | Almesåkra, Småland  |       | 57.556887, 14.606097 | 10055900210002 | Ladda upp en bild av detta fornminne      |
| Almesåkra 22:1               | Stensättning                |              | Almesåkra, Småland  |       | 57.559288, 14.610308 | 10055900220001 | Ladda upp en bild av detta fornminne      |
| Almesåkra 27:1               | Stensättning                |              | Almesåkra, Småland  |       | 57.568063, 14.591960 | 10055900270001 | Ladda upp en bild av detta fornminne      |
| Almesåkra 28:1               | Röse                        |              | Almesåkra, Småland  |       | 57.593359, 14.625226 | 10055900280001 | Ladda upp en bild av detta fornminne      |
| Almesåkra 30:1               | Röse                        |              | Almesåkra, Småland  |       | 57.569198, 14.647901 | 10055900300001 | Ladda upp en bild av detta fornminne      |
| Almesåkra 32:1               | Stensättning                |              | Almesåkra, Småland  |       | 57.564017, 14.660234 | 10055900320001 | Ladda upp en bild av detta fornminne      |
| Almesåkra 33:1               | Röse                        |              | Almesåkra, Småland  |       | 57.568918, 14.651741 | 10055900330001 | Ladda upp en bild av detta fornminne      |
| Almesåkra 35:1               | Stensättning                |              | Almesåkra, Småland  |       | 57.609485, 14.611242 | 10055900350001 | Ladda upp en bild av detta fornminne      |
| Almesåkra 37:1               | Stensättning                |              | Almesåkra, Småland  |       | 57.564956, 14.664752 | 10055900370001 | Ladda upp en bild av detta fornminne      |
| Almesåkra 38:1               | Stensättning                |              | Almesåkra, Småland  |       | 57.577790, 14.679648 | 10055900380001 | Ladda upp en bild av detta fornminne      |
| Almesåkra 38:2               | Stensättning                |              | Almesåkra, Småland  |       | 57.577399, 14.679493 | 10055900380002 | Ladda upp en bild av detta fornminne      |
| Almesåkra 39:1               | Stensättning                |              | Almesåkra, Småland  |       | 57.577047, 14.678479 | 10055900390001 | Ladda upp en bild av detta fornminne      |
| Almesåkra 41:1               | Stensättning                |              | Almesåkra, Småland  |       | 57.578599, 14.679048 | 10055900410001 | Ladda upp en bild av detta fornminne      |
| Almesåkra 41:2               | Stensättning                |              | Almesåkra, Småland  |       | 57.578563, 14.678719 | 10055900410002 | Ladda upp en bild av detta fornminne      |
| Almesåkra 43:1               | Gravfält                    |              | Almesåkra, Småland  |       | 57.566660, 14.667259 | 10055900430001 | Ladda upp en bild av detta fornminne      |
| Almesåkra 44:1               | Stensättning                |              | Almesåkra, Småland  |       | 57.580813, 14.676021 | 10055900440001 | Ladda upp en bild av detta fornminne      |
| Tona stenar (Almesåkra 45:1) | Gravfält                    |              | Almesåkra, Småland  |       | 57.586755, 14.671620 | 10055900450001 | Ladda upp en till bild av detta fornminne |
| Tona stenar (Almesåkra 46:1) | Stensättning                |              | Almesåkra, Småland  |       | 57.586440, 14.671727 | 10055900460001 | Ladda upp en bild av detta fornminne      |
| Almesåkra 51:1               | Stensättning                |              | Almesåkra, Småland  |       | 57.537659, 14.664769 | 10055900510001 | Ladda upp en bild av detta fornminne      |
| Almesåkra 67:1               | Stensättning                |              | Almesåkra, Småland  |       | 57.567547, 14.592154 | 10055900670001 | Ladda upp en bild av detta fornminne      |
| Almesåkra 78:1               | Stensättning                |              | Almesåkra, Småland  |       | 57.572215, 14.590723 | 10055900780001 | Ladda upp en bild av detta fornminne      |
| Almesåkra 96:1               | Stensättning                |              | Almesåkra, Småland  |       | 57.543241, 14.565501 | 10055900960001 | Ladda upp en bild av detta fornminne      |
| Almesåkra 108:1              | Stensättning                |              | Almesåkra, Småland  |       | 57.536955, 14.664858 | 10055901080001 | Ladda upp en bild av detta fornminne      |
| Almesåkra 136:1              | Stensättning                |              | Almesåkra, Småland  |       | 57.582164, 14.680743 | 10055901360001 | Ladda upp en bild av detta fornminne      |
| Almesåkra 137:1              | Stensättning                |              | Almesåkra, Småland  |       | 57.584597, 14.678657 | 10055901370001 | Ladda upp en bild av detta fornminne      |
| Almesåkra 138:1              | Röse                        |              | Almesåkra, Småland  |       | 57.588217, 14.675084 | 10055901380001 | Ladda upp en bild av detta fornminne      |
| Almesåkra 140:1              | Stensättning                |              | Almesåkra, Småland  |       | 57.585207, 14.679316 | 10055901400001 | Ladda upp en bild av detta fornminne      |

## Barkeryd
| Namn                         | Lämningstyp                 | Tillkomsttid | Historisk indelning | Plats | Läge                 | ID-nr          | Bild                                 |
| ---------------------------- | --------------------------- | ------------ | ------------------- | ----- | -------------------- | -------------- | ------------------------------------ |
| Barkeryd 1:1                 | Stenkrets                   |              | Barkeryd, Småland   |       | 57.681521, 14.625284 | 10056500010001 | Ladda upp en bild av detta fornminne |
| Barkeryd 3:1                 | Röse                        |              | Barkeryd, Småland   |       | 57.694056, 14.614837 | 10056500030001 | Ladda upp en bild av detta fornminne |
| Barkeryd 5:1                 | Stensättning                |              | Barkeryd, Småland   |       | 57.690698, 14.605263 | 10056500050001 | Ladda upp en bild av detta fornminne |
| Barkeryd 6:1                 | Hög                         |              | Barkeryd, Småland   |       | 57.689440, 14.615606 | 10056500060001 | Ladda upp en bild av detta fornminne |
| Barkeryd 7:1                 | Stensättning                |              | Barkeryd, Småland   |       | 57.685723, 14.615484 | 10056500070001 | Ladda upp en bild av detta fornminne |
| Barkeryd 8:2                 | Stensättning                |              | Barkeryd, Småland   |       | 57.687842, 14.606555 | 10056500080002 | Ladda upp en bild av detta fornminne |
| Barkeryd 9:1                 | Röse                        |              | Barkeryd, Småland   |       | 57.685421, 14.564670 | 10056500090001 | Ladda upp en bild av detta fornminne |
| Barkeryd 11:1                | Grav markerad av sten/block |              | Barkeryd, Småland   |       | 57.691231, 14.608724 | 10056500110001 | Ladda upp en bild av detta fornminne |
| Barkeryd 12:1                | Stenkrets                   |              | Barkeryd, Småland   |       | 57.687907, 14.610380 | 10056500120001 | Ladda upp en bild av detta fornminne |
| Barkeryd 13:1                | Röse                        |              | Barkeryd, Småland   |       | 57.687187, 14.610181 | 10056500130001 | Ladda upp en bild av detta fornminne |
| Barkeryd 14:1                | Stensättning                |              | Barkeryd, Småland   |       | 57.685717, 14.612988 | 10056500140001 | Ladda upp en bild av detta fornminne |
| Barkeryd 15:1                | Stensättning                |              | Barkeryd, Småland   |       | 57.615437, 14.605932 | 10056500150001 | Ladda upp en bild av detta fornminne |
| Barkeryd 15:2                | Stensättning                |              | Barkeryd, Småland   |       | 57.615131, 14.605837 | 10056500150002 | Ladda upp en bild av detta fornminne |
| Barkeryd 16:1                | Röse                        |              | Barkeryd, Småland   |       | 57.634293, 14.624429 | 10056500160001 | Ladda upp en bild av detta fornminne |
| Barkeryd 17:1                | Stensättning                |              | Barkeryd, Småland   |       | 57.623162, 14.552912 | 10056500170001 | Ladda upp en bild av detta fornminne |
| Barkeryd 18:1                | Stensättning                |              | Barkeryd, Småland   |       | 57.621959, 14.556757 | 10056500180001 | Ladda upp en bild av detta fornminne |
| Barkeryd 19:1                | Gravfält                    |              | Barkeryd, Småland   |       | 57.690590, 14.610634 | 10056500190001 | Ladda upp en bild av detta fornminne |
| Barkeryd 20:1                | Röse                        |              | Barkeryd, Småland   |       | 57.622952, 14.562166 | 10056500200001 | Ladda upp en bild av detta fornminne |
| Barkeryd 21:1                | Röse                        |              | Barkeryd, Småland   |       | 57.623127, 14.561604 | 10056500210001 | Ladda upp en bild av detta fornminne |
| Barkeryd 22:1                | Stensättning                |              | Barkeryd, Småland   |       | 57.622191, 14.567214 | 10056500220001 | Ladda upp en bild av detta fornminne |
| Barkeryd 23:1                | Stensättning                |              | Barkeryd, Småland   |       | 57.625584, 14.564446 | 10056500230001 | Ladda upp en bild av detta fornminne |
| Barkeryd 24:1                | Stensättning                |              | Barkeryd, Småland   |       | 57.625112, 14.565484 | 10056500240001 | Ladda upp en bild av detta fornminne |
| Barkeryd 25:1                | Stenkrets                   |              | Barkeryd, Småland   |       | 57.627060, 14.585613 | 10056500250001 | Ladda upp en bild av detta fornminne |
| Barkeryd 26:1                | Stensättning                |              | Barkeryd, Småland   |       | 57.627252, 14.585761 | 10056500260001 | Ladda upp en bild av detta fornminne |
| Barkeryd 27:1                | Stensättning                |              | Barkeryd, Småland   |       | 57.644385, 14.567618 | 10056500270001 | Ladda upp en bild av detta fornminne |
| Barkeryd 28:1                | Stensättning                |              | Barkeryd, Småland   |       | 57.621961, 14.568253 | 10056500280001 | Ladda upp en bild av detta fornminne |
| Barkeryd 29:1                | Stensättning                |              | Barkeryd, Småland   |       | 57.619525, 14.587365 | 10056500290001 | Ladda upp en bild av detta fornminne |
| Barkeryd 30:1                | Stensättning                |              | Barkeryd, Småland   |       | 57.637009, 14.609249 | 10056500300001 | Ladda upp en bild av detta fornminne |
| Barkeryd 31:1                | Stensättning                |              | Barkeryd, Småland   |       | 57.628004, 14.596758 | 10056500310001 | Ladda upp en bild av detta fornminne |
| Barkeryd 31:2                | Stenkrets                   |              | Barkeryd, Småland   |       | 57.628003, 14.596637 | 10056500310002 | Ladda upp en bild av detta fornminne |
| Barkeryd 32:1                | Stensättning                |              | Barkeryd, Småland   |       | 57.646529, 14.594062 | 10056500320001 | Ladda upp en bild av detta fornminne |
| Barkeryd 34:1                | Röse                        |              | Barkeryd, Småland   |       | 57.662752, 14.611619 | 10056500340001 | Ladda upp en bild av detta fornminne |
| Barkeryd 35:1                | Stensättning                |              | Barkeryd, Småland   |       | 57.661937, 14.597002 | 10056500350001 | Ladda upp en bild av detta fornminne |
| Skinnbyxarör (Barkeryd 36:1) | Röse                        |              | Barkeryd, Småland   |       | 57.666611, 14.588011 | 10056500360001 | Ladda upp en bild av detta fornminne |
| Barkeryd 37:1                | Röse                        |              | Barkeryd, Småland   |       | 57.661878, 14.590094 | 10056500370001 | Ladda upp en bild av detta fornminne |
| Barkeryd 38:1                | Röse                        |              | Barkeryd, Småland   |       | 57.660899, 14.589002 | 10056500380001 | Ladda upp en bild av detta fornminne |
| Barkeryd 39:1                | Gravfält                    |              | Barkeryd, Småland   |       | 57.674648, 14.615821 | 10056500390001 | Ladda upp en bild av detta fornminne |
| Barkeryd 40:1                | Röse                        |              | Barkeryd, Småland   |       | 57.670931, 14.595040 | 10056500400001 | Ladda upp en bild av detta fornminne |
| Barkeryd 41:1                | Röse                        |              | Barkeryd, Småland   |       | 57.692732, 14.607005 | 10056500410001 | Ladda upp en bild av detta fornminne |
| Barkeryd 43:1                | Röse                        |              | Barkeryd, Småland   |       | 57.694798, 14.609496 | 10056500430001 | Ladda upp en bild av detta fornminne |
| Barkeryd 44:1                | Röse                        |              | Barkeryd, Småland   |       | 57.700232, 14.536265 | 10056500440001 | Ladda upp en bild av detta fornminne |
| Barkeryd 44:2                | Stensättning                |              | Barkeryd, Småland   |       | 57.699802, 14.536298 | 10056500440002 | Ladda upp en bild av detta fornminne |
| Barkeryd 46:1                | Gravfält                    |              | Barkeryd, Småland   |       | 57.702602, 14.522912 | 10056500460001 | Ladda upp en bild av detta fornminne |
| Barkeryd 47:1                | Gravfält                    |              | Barkeryd, Småland   |       | 57.701660, 14.523919 | 10056500470001 | Ladda upp en bild av detta fornminne |
| Barkeryd 48:1                | Stensättning                |              | Barkeryd, Småland   |       | 57.697946, 14.531032 | 10056500480001 | Ladda upp en bild av detta fornminne |
| Barkeryd 49:1                | Gravfält                    |              | Barkeryd, Småland   |       | 57.689224, 14.611339 | 10056500490001 | Ladda upp en bild av detta fornminne |
| Barkeryd 50:1                | Stensättning                |              | Barkeryd, Småland   |       | 57.702097, 14.524129 | 10056500500001 | Ladda upp en bild av detta fornminne |
| 1) Stora rör (Barkeryd 54:1) | Röse                        |              | Barkeryd, Småland   |       | 57.716498, 14.653022 | 10056500540001 | Ladda upp en bild av detta fornminne |
| Kapellet (Barkeryd 58:1)     | Stensättning                |              | Barkeryd, Småland   |       | 57.719265, 14.656522 | 10056500580001 | Ladda upp en bild av detta fornminne |
| Barkeryd 59:1                | Stenkammargrav              |              | Barkeryd, Småland   |       | 57.720661, 14.654948 | 10056500590001 | Ladda upp en bild av detta fornminne |
| Barkeryd 61:1                | Stensättning                |              | Barkeryd, Småland   |       | 57.739344, 14.621938 | 10056500610001 | Ladda upp en bild av detta fornminne |
| Barkeryd 62:1                | Röse                        |              | Barkeryd, Småland   |       | 57.736955, 14.622599 | 10056500620001 | Ladda upp en bild av detta fornminne |
| Barkeryd 63:1                | Röse                        |              | Barkeryd, Småland   |       | 57.740481, 14.613218 | 10056500630001 | Ladda upp en bild av detta fornminne |
| Korpabacken (Barkeryd 68:1)  | Stensättning                |              | Barkeryd, Småland   |       | 57.720966, 14.598641 | 10056500680001 | Ladda upp en bild av detta fornminne |
| Barkeryd 69:1                | Stenkrets                   |              | Barkeryd, Småland   |       | 57.720250, 14.603087 | 10056500690001 | Ladda upp en bild av detta fornminne |
| Barkeryd 70:1                | Stensättning                |              | Barkeryd, Småland   |       | 57.720137, 14.608731 | 10056500700001 | Ladda upp en bild av detta fornminne |
| Barkeryd 70:2                | Stensättning                |              | Barkeryd, Småland   |       | 57.720168, 14.607717 | 10056500700002 | Ladda upp en bild av detta fornminne |
| Barkeryd 70:3                | Stensättning                |              | Barkeryd, Småland   |       | 57.719845, 14.607773 | 10056500700003 | Ladda upp en bild av detta fornminne |
| Barkeryd 70:4                | Stenkrets                   |              | Barkeryd, Småland   |       | 57.719998, 14.607693 | 10056500700004 | Ladda upp en bild av detta fornminne |
| Barkeryd 71:1                | Stensättning                |              | Barkeryd, Småland   |       | 57.725149, 14.547505 | 10056500710001 | Ladda upp en bild av detta fornminne |
| Barkeryd 71:2                | Stensättning                |              | Barkeryd, Småland   |       | 57.725123, 14.547274 | 10056500710002 | Ladda upp en bild av detta fornminne |
| Barkeryd 72:1                | Gravfält                    |              | Barkeryd, Småland   |       | 57.737041, 14.550791 | 10056500720001 | Ladda upp en bild av detta fornminne |
| Barkeryd 73:1                | Stensättning                |              | Barkeryd, Småland   |       | 57.731103, 14.557173 | 10056500730001 | Ladda upp en bild av detta fornminne |
| Barkeryd 74:1                | Stensättning                |              | Barkeryd, Småland   |       | 57.733578, 14.552754 | 10056500740001 | Ladda upp en bild av detta fornminne |
| Barkeryd 75:1                | Runristning                 |              | Barkeryd, Småland   |       | 57.721291, 14.584586 | 10056500750001 | Ladda upp en bild av detta fornminne |
| Barkeryd 76:1                | Hög                         |              | Barkeryd, Småland   |       | 57.719222, 14.587433 | 10056500760001 | Ladda upp en bild av detta fornminne |
| Barkeryd 77:1                | Stensättning                |              | Barkeryd, Småland   |       | 57.697593, 14.606587 | 10056500770001 | Ladda upp en bild av detta fornminne |
| Barkeryd 78:1                | Stensättning                |              | Barkeryd, Småland   |       | 57.731231, 14.532549 | 10056500780001 | Ladda upp en bild av detta fornminne |
| Barkeryd 79:1                | Stenkrets                   |              | Barkeryd, Småland   |       | 57.734624, 14.540520 | 10056500790001 | Ladda upp en bild av detta fornminne |
| Barkeryd 80:1                | Stensättning                |              | Barkeryd, Småland   |       | 57.699218, 14.609376 | 10056500800001 | Ladda upp en bild av detta fornminne |
| Barkeryd 80:2                | Stensättning                |              | Barkeryd, Småland   |       | 57.698882, 14.609535 | 10056500800002 | Ladda upp en bild av detta fornminne |
| Barkeryd 81:1                | Röse                        |              | Barkeryd, Småland   |       | 57.698059, 14.610377 | 10056500810001 | Ladda upp en bild av detta fornminne |
| Barkeryd 82:1                | Röse                        |              | Barkeryd, Småland   |       | 57.699958, 14.609357 | 10056500820001 | Ladda upp en bild av detta fornminne |
| Barkeryd 84:1                | Stensättning                |              | Barkeryd, Småland   |       | 57.698526, 14.559078 | 10056500840001 | Ladda upp en bild av detta fornminne |
| Barkeryd 85:1                | Gravfält                    |              | Barkeryd, Småland   |       | 57.717013, 14.587400 | 10056500850001 | Ladda upp en bild av detta fornminne |
| Barkeryd 88:1                | Gravfält                    |              | Barkeryd, Småland   |       | 57.748123, 14.664561 | 10056500880001 | Ladda upp en bild av detta fornminne |
| Barkeryd 89:1                | Stensättning                |              | Barkeryd, Småland   |       | 57.703840, 14.560938 | 10056500890001 | Ladda upp en bild av detta fornminne |
| Barkeryd 91:1                | Stensättning                |              | Barkeryd, Småland   |       | 57.722686, 14.580760 | 10056500910001 | Ladda upp en bild av detta fornminne |
| Barkeryd 92:1                | Stensättning                |              | Barkeryd, Småland   |       | 57.613223, 14.607293 | 10056500920001 | Ladda upp en bild av detta fornminne |
| Barkeryd 94:1                | Röse                        |              | Barkeryd, Småland   |       | 57.721976, 14.543385 | 10056500940001 | Ladda upp en bild av detta fornminne |
| Barkeryd 102:1               | Stensättning                |              | Barkeryd, Småland   |       | 57.736072, 14.624419 | 10056501020001 | Ladda upp en bild av detta fornminne |
| Barkeryd 102:2               | Stensättning                |              | Barkeryd, Småland   |       | 57.736191, 14.624181 | 10056501020002 | Ladda upp en bild av detta fornminne |
| Barkeryd 120:1               | Stensättning                |              | Barkeryd, Småland   |       | 57.733858, 14.620792 | 10056501200001 | Ladda upp en bild av detta fornminne |
| Barkeryd 121:1               | Stenkrets                   |              | Barkeryd, Småland   |       | 57.729325, 14.546968 | 10056501210001 | Ladda upp en bild av detta fornminne |
| Barkeryd 134:1               | Röse                        |              | Barkeryd, Småland   |       | 57.699614, 14.606801 | 10056501340001 | Ladda upp en bild av detta fornminne |
| Barkeryd 137:1               | Stensättning                |              | Barkeryd, Småland   |       | 57.715110, 14.654896 | 10056501370001 | Ladda upp en bild av detta fornminne |
| Barkeryd 138:1               | Stensättning                |              | Barkeryd, Småland   |       | 57.715925, 14.655832 | 10056501380001 | Ladda upp en bild av detta fornminne |
| Barkeryd 149:1               | Röse                        |              | Barkeryd, Småland   |       | 57.703467, 14.523034 | 10056501490001 | Ladda upp en bild av detta fornminne |
| Barkeryd 153:1               | Röse                        |              | Barkeryd, Småland   |       | 57.685183, 14.625152 | 10056501530001 | Ladda upp en bild av detta fornminne |
| Barkeryd 167:1               | Grav markerad av sten/block |              | Barkeryd, Småland   |       | 57.701249, 14.520104 | 10056501670001 | Ladda upp en bild av detta fornminne |
| Barkeryd 178:1               | Stensättning                |              | Barkeryd, Småland   |       | 57.639300, 14.605943 | 10056501780001 | Ladda upp en bild av detta fornminne |
| Barkeryd 211:1               | Stensättning                |              | Barkeryd, Småland   |       | 57.719064, 14.608960 | 10056502110001 | Ladda upp en bild av detta fornminne |
| Barkeryd 211:2               | Stensättning                |              | Barkeryd, Småland   |       | 57.718921, 14.609006 | 10056502110002 | Ladda upp en bild av detta fornminne |
| Barkeryd 211:3               | Stensättning                |              | Barkeryd, Småland   |       | 57.718951, 14.608795 | 10056502110003 | Ladda upp en bild av detta fornminne |
| Lidhagen (Barkeryd 222:1)    | Stenkrets                   |              | Barkeryd, Småland   |       | 57.746729, 14.547286 | 10056502220001 | Ladda upp en bild av detta fornminne |
| Barkeryd 223:1               | Stensättning                |              | Barkeryd, Småland   |       | 57.706384, 14.530247 | 10056502230001 | Ladda upp en bild av detta fornminne |
| Barkeryd 232:1               | Stensättning                |              | Barkeryd, Småland   |       | 57.626509, 14.586100 | 10056502320001 | Ladda upp en bild av detta fornminne |
| Barkeryd 259                 | Stensättning                |              | Barkeryd, Småland   |       | 57.684007, 14.624867 | 12000000047227 | Ladda upp en bild av detta fornminne |
| Barkeryd 278                 | Stensättning                |              | Barkeryd, Småland   |       | 57.687355, 14.610372 | 12000000059560 | Ladda upp en bild av detta fornminne |
| Barkeryd 288                 | Stensättning                |              | Barkeryd, Småland   |       | 57.746592, 14.656527 | 12000000123851 | Ladda upp en bild av detta fornminne |
| Barkeryd 289                 | Stensättning                |              | Barkeryd, Småland   |       | 57.746788, 14.656482 | 12000000123852 | Ladda upp en bild av detta fornminne |
| Barkeryd 296                 | Stensättning                |              | Barkeryd, Småland   |       | 57.746630, 14.656182 | 12000000123861 | Ladda upp en bild av detta fornminne |

## Bringetofta
| Namn                                | Lämningstyp      | Tillkomsttid | Historisk indelning  | Plats | Läge                 | ID-nr          | Bild                                 |
| ----------------------------------- | ---------------- | ------------ | -------------------- | ----- | -------------------- | -------------- | ------------------------------------ |
| Kungastenen (Bringetofta 2:1)       | Minnesmärke      |              | Bringetofta, Småland |       | 57.515282, 14.665835 | 10057500020001 | Ladda upp en bild av detta fornminne |
| Bringetofta 3:1                     | Stensättning     |              | Bringetofta, Småland |       | 57.527155, 14.584112 | 10057500030001 | Ladda upp en bild av detta fornminne |
| Silverhjelmsröset (Bringetofta 5:1) | Röse             |              | Bringetofta, Småland |       | 57.504159, 14.643533 | 10057500050001 | Ladda upp en bild av detta fornminne |
| Bringetofta 8:1                     | Stensättning     |              | Bringetofta, Småland |       | 57.500101, 14.666641 | 10057500080001 | Ladda upp en bild av detta fornminne |
| Bringetofta 8:2                     | Stensättning     |              | Bringetofta, Småland |       | 57.499865, 14.666818 | 10057500080002 | Ladda upp en bild av detta fornminne |
| Bringetofta 11:1                    | Stensättning     |              | Bringetofta, Småland |       | 57.510853, 14.640242 | 10057500110001 | Ladda upp en bild av detta fornminne |
| Bringetofta 11:2                    | Stensättning     |              | Bringetofta, Småland |       | 57.511129, 14.639954 | 10057500110002 | Ladda upp en bild av detta fornminne |
| Bringetofta 11:3                    | Röse             |              | Bringetofta, Småland |       | 57.510618, 14.639856 | 10057500110003 | Ladda upp en bild av detta fornminne |
| Bringetofta 11:4                    | Stensättning     |              | Bringetofta, Småland |       | 57.510724, 14.639774 | 10057500110004 | Ladda upp en bild av detta fornminne |
| Bringetofta 12:1                    | Stensättning     |              | Bringetofta, Småland |       | 57.508577, 14.639715 | 10057500120001 | Ladda upp en bild av detta fornminne |
| Bringetofta 12:2                    | Stensättning     |              | Bringetofta, Småland |       | 57.508389, 14.639274 | 10057500120002 | Ladda upp en bild av detta fornminne |
| Bringetofta 12:3                    | Stensättning     |              | Bringetofta, Småland |       | 57.508799, 14.639204 | 10057500120003 | Ladda upp en bild av detta fornminne |
| Bringetofta 13:1                    | Gravfält         |              | Bringetofta, Småland |       | 57.507923, 14.639380 | 10057500130001 | Ladda upp en bild av detta fornminne |
| Bringetofta 14:1                    | Röse             |              | Bringetofta, Småland |       | 57.512401, 14.627524 | 10057500140001 | Ladda upp en bild av detta fornminne |
| Bringetofta 15:1                    | Röse             |              | Bringetofta, Småland |       | 57.513106, 14.628440 | 10057500150001 | Ladda upp en bild av detta fornminne |
| Bringetofta 15:2                    | Stenkrets        |              | Bringetofta, Småland |       | 57.513007, 14.628667 | 10057500150002 | Ladda upp en bild av detta fornminne |
| Bringetofta 16:1                    | Stensättning     |              | Bringetofta, Småland |       | 57.513202, 14.629547 | 10057500160001 | Ladda upp en bild av detta fornminne |
| Bringetofta 17:1                    | Röse             |              | Bringetofta, Småland |       | 57.512093, 14.624917 | 10057500170001 | Ladda upp en bild av detta fornminne |
| Bringetofta 18:1                    | Stensättning     |              | Bringetofta, Småland |       | 57.509162, 14.626275 | 10057500180001 | Ladda upp en bild av detta fornminne |
| Bringetofta 19:1                    | Röse             |              | Bringetofta, Småland |       | 57.508067, 14.625711 | 10057500190001 | Ladda upp en bild av detta fornminne |
| Bringetofta 19:2                    | Stenkrets        |              | Bringetofta, Småland |       | 57.507740, 14.625838 | 10057500190002 | Ladda upp en bild av detta fornminne |
| Bringetofta 19:3                    | Stensättning     |              | Bringetofta, Småland |       | 57.508712, 14.625866 | 10057500190003 | Ladda upp en bild av detta fornminne |
| Bringetofta 21:1                    | Begravningsplats |              | Bringetofta, Småland |       | 57.511354, 14.571636 | 10057500210001 | Ladda upp en bild av detta fornminne |
| Bringetofta 22:1                    | Röse             |              | Bringetofta, Småland |       | 57.510682, 14.553685 | 10057500220001 | Ladda upp en bild av detta fornminne |
| Bringetofta 24:1                    | Stensättning     |              | Bringetofta, Småland |       | 57.484820, 14.674920 | 10057500240001 | Ladda upp en bild av detta fornminne |
| Bringetofta 25:1                    | Röse             |              | Bringetofta, Småland |       | 57.489648, 14.660316 | 10057500250001 | Ladda upp en bild av detta fornminne |
| Bringetofta 26:1                    | Röse             |              | Bringetofta, Småland |       | 57.484401, 14.619206 | 10057500260001 | Ladda upp en bild av detta fornminne |
| Bringetofta 28:1                    | Röse             |              | Bringetofta, Småland |       | 57.479058, 14.604569 | 10057500280001 | Ladda upp en bild av detta fornminne |
| Bringetofta 29:1                    | Gravfält         |              | Bringetofta, Småland |       | 57.463496, 14.624046 | 10057500290001 | Ladda upp en bild av detta fornminne |
| Bringetofta 31:1                    | Gravfält         |              | Bringetofta, Småland |       | 57.448658, 14.629207 | 10057500310001 | Ladda upp en bild av detta fornminne |
| Drakarör (Bringetofta 35:1)         | Röse             |              | Bringetofta, Småland |       | 57.463236, 14.575812 | 10057500350001 | Ladda upp en bild av detta fornminne |
| Bringetofta 36:1                    | Stensättning     |              | Bringetofta, Småland |       | 57.472032, 14.572735 | 10057500360001 | Ladda upp en bild av detta fornminne |
| Bringetofta 36:2                    | Stensättning     |              | Bringetofta, Småland |       | 57.472262, 14.573529 | 10057500360002 | Ladda upp en bild av detta fornminne |
| Bringetofta 36:3                    | Stensättning     |              | Bringetofta, Småland |       | 57.472114, 14.573778 | 10057500360003 | Ladda upp en bild av detta fornminne |
| Bringetofta 37:1                    | Gravfält         |              | Bringetofta, Småland |       | 57.441360, 14.615922 | 10057500370001 | Ladda upp en bild av detta fornminne |
| Bringetofta 49:1                    | Hög              |              | Bringetofta, Småland |       | 57.465387, 14.657548 | 10057500490001 | Ladda upp en bild av detta fornminne |
| Bringetofta 51:1                    | Stensättning     |              | Bringetofta, Småland |       | 57.454225, 14.642606 | 10057500510001 | Ladda upp en bild av detta fornminne |
| Bringetofta 51:2                    | Stensättning     |              | Bringetofta, Småland |       | 57.454216, 14.642372 | 10057500510002 | Ladda upp en bild av detta fornminne |
| Bringetofta 51:3                    | Stensättning     |              | Bringetofta, Småland |       | 57.454041, 14.642179 | 10057500510003 | Ladda upp en bild av detta fornminne |
| Bringetofta 51:4                    | Stensättning     |              | Bringetofta, Småland |       | 57.453746, 14.642422 | 10057500510004 | Ladda upp en bild av detta fornminne |
| Bringetofta 51:8                    | Stensättning     |              | Bringetofta, Småland |       | 57.454747, 14.642255 | 10057500510008 | Ladda upp en bild av detta fornminne |
| Bringetofta 52:1                    | Gravfält         |              | Bringetofta, Småland |       | 57.454567, 14.648481 | 10057500520001 | Ladda upp en bild av detta fornminne |
| Bringetofta 53:1                    | Stensättning     |              | Bringetofta, Småland |       | 57.455558, 14.647009 | 10057500530001 | Ladda upp en bild av detta fornminne |
| Bringetofta 54:1                    | Gravfält         |              | Bringetofta, Småland |       | 57.451282, 14.642733 | 10057500540001 | Ladda upp en bild av detta fornminne |
| Bringetofta 57:1                    | Stensättning     |              | Bringetofta, Småland |       | 57.510842, 14.626415 | 10057500570001 | Ladda upp en bild av detta fornminne |
| Bringetofta 58:1                    | Stenkrets        |              | Bringetofta, Småland |       | 57.451606, 14.639823 | 10057500580001 | Ladda upp en bild av detta fornminne |
| Bringetofta 58:2                    | Stenkrets        |              | Bringetofta, Småland |       | 57.451608, 14.640277 | 10057500580002 | Ladda upp en bild av detta fornminne |
| Bringetofta 70:1                    | Röse             |              | Bringetofta, Småland |       | 57.491496, 14.658973 | 10057500700001 | Ladda upp en bild av detta fornminne |
| Bringetofta 70:2                    | Röse             |              | Bringetofta, Småland |       | 57.491722, 14.658790 | 10057500700002 | Ladda upp en bild av detta fornminne |
| Bringetofta 70:3                    | Stensättning     |              | Bringetofta, Småland |       | 57.491835, 14.658787 | 10057500700003 | Ladda upp en bild av detta fornminne |
| Bringetofta 70:4                    | Stensättning     |              | Bringetofta, Småland |       | 57.491724, 14.659036 | 10057500700004 | Ladda upp en bild av detta fornminne |
| Bringetofta 73:1                    | Gravfält         |              | Bringetofta, Småland |       | 57.501782, 14.628566 | 10057500730001 | Ladda upp en bild av detta fornminne |
| Bringetofta 74:1                    | Stensättning     |              | Bringetofta, Småland |       | 57.507883, 14.642069 | 10057500740001 | Ladda upp en bild av detta fornminne |
| Bringetofta 75:1                    | Stensättning     |              | Bringetofta, Småland |       | 57.512322, 14.640452 | 10057500750001 | Ladda upp en bild av detta fornminne |
| Bringetofta 76:1                    | Stensättning     |              | Bringetofta, Småland |       | 57.514462, 14.639693 | 10057500760001 | Ladda upp en bild av detta fornminne |
| Bringetofta 77:1                    | Röse             |              | Bringetofta, Småland |       | 57.515642, 14.642741 | 10057500770001 | Ladda upp en bild av detta fornminne |
| Bringetofta 78:1                    | Stensättning     |              | Bringetofta, Småland |       | 57.510177, 14.638845 | 10057500780001 | Ladda upp en bild av detta fornminne |
| Bringetofta 78:2                    | Stensättning     |              | Bringetofta, Småland |       | 57.510043, 14.638520 | 10057500780002 | Ladda upp en bild av detta fornminne |
| Bringetofta 78:3                    | Stensättning     |              | Bringetofta, Småland |       | 57.510181, 14.638264 | 10057500780003 | Ladda upp en bild av detta fornminne |
| Bringetofta 80:1                    | Stensättning     |              | Bringetofta, Småland |       | 57.518001, 14.639392 | 10057500800001 | Ladda upp en bild av detta fornminne |
| Bringetofta 80:2                    | Stenkrets        |              | Bringetofta, Småland |       | 57.518110, 14.639367 | 10057500800002 | Ladda upp en bild av detta fornminne |
| Bringetofta 80:3                    | Stenkrets        |              | Bringetofta, Småland |       | 57.518077, 14.639170 | 10057500800003 | Ladda upp en bild av detta fornminne |
| Bringetofta 84:1                    | Röse             |              | Bringetofta, Småland |       | 57.510174, 14.625924 | 10057500840001 | Ladda upp en bild av detta fornminne |
| Bringetofta 85:1                    | Stensättning     |              | Bringetofta, Småland |       | 57.512650, 14.631240 | 10057500850001 | Ladda upp en bild av detta fornminne |
| Bringetofta 85:2                    | Stensättning     |              | Bringetofta, Småland |       | 57.512482, 14.631300 | 10057500850002 | Ladda upp en bild av detta fornminne |
| Bringetofta 86:1                    | Stensättning     |              | Bringetofta, Småland |       | 57.513951, 14.626755 | 10057500860001 | Ladda upp en bild av detta fornminne |
| Bringetofta 87:1                    | Röse             |              | Bringetofta, Småland |       | 57.513824, 14.625729 | 10057500870001 | Ladda upp en bild av detta fornminne |
| Bringetofta 88:1                    | Röse             |              | Bringetofta, Småland |       | 57.514356, 14.625294 | 10057500880001 | Ladda upp en bild av detta fornminne |
| Bringetofta 88:2                    | Röse             |              | Bringetofta, Småland |       | 57.514536, 14.624393 | 10057500880002 | Ladda upp en bild av detta fornminne |
| Bringetofta 89:1                    | Stenkrets        |              | Bringetofta, Småland |       | 57.518075, 14.613470 | 10057500890001 | Ladda upp en bild av detta fornminne |
| Bringetofta 91:1                    | Stensättning     |              | Bringetofta, Småland |       | 57.511721, 14.629783 | 10057500910001 | Ladda upp en bild av detta fornminne |
| Bringetofta 93:1                    | Röse             |              | Bringetofta, Småland |       | 57.492090, 14.631935 | 10057500930001 | Ladda upp en bild av detta fornminne |
| Bringetofta 94:1                    | Hällristning     |              | Bringetofta, Småland |       | 57.440720, 14.617243 | 10057500940001 | Ladda upp en bild av detta fornminne |
| Bringetofta 97:1                    | Röse             |              | Bringetofta, Småland |       | 57.463801, 14.648865 | 10057500970001 | Ladda upp en bild av detta fornminne |
| Bringetofta 108:1                   | Stensättning     |              | Bringetofta, Småland |       | 57.484313, 14.637684 | 10057501080001 | Ladda upp en bild av detta fornminne |
| Bringetofta 109:1                   | Runristning      |              | Bringetofta, Småland |       | 57.444901, 14.618872 | 10057501090001 | Ladda upp en bild av detta fornminne |
| Bringetofta 115:1                   | Stensättning     |              | Bringetofta, Småland |       | 57.497905, 14.499849 | 10057501150001 | Ladda upp en bild av detta fornminne |
| Svanska stenen (Bringetofta 116:1)  | Minnesmärke      |              | Bringetofta, Småland |       | 57.476210, 14.574022 | 10057501160001 | Ladda upp en bild av detta fornminne |
| Bringetofta 122:1                   | Stensättning     |              | Bringetofta, Småland |       | 57.527141, 14.646655 | 10057501220001 | Ladda upp en bild av detta fornminne |
| Bringetofta 123:1                   | Röse             |              | Bringetofta, Småland |       | 57.521503, 14.637265 | 10057501230001 | Ladda upp en bild av detta fornminne |
| Bringetofta 123:2                   | Stensättning     |              | Bringetofta, Småland |       | 57.521336, 14.637642 | 10057501230002 | Ladda upp en bild av detta fornminne |
| Bringetofta 123:3                   | Stensättning     |              | Bringetofta, Småland |       | 57.521464, 14.637640 | 10057501230003 | Ladda upp en bild av detta fornminne |
| Bringetofta 123:4                   | Stensättning     |              | Bringetofta, Småland |       | 57.521592, 14.637701 | 10057501230004 | Ladda upp en bild av detta fornminne |

## Flisby
| Namn                     | Lämningstyp                 | Tillkomsttid | Historisk indelning | Plats | Läge                 | ID-nr          | Bild                                      |
| ------------------------ | --------------------------- | ------------ | ------------------- | ----- | -------------------- | -------------- | ----------------------------------------- |
| Flisby 1:1               | Gravfält                    |              | Flisby, Småland     |       | 57.747878, 14.784045 | 10058600010001 | Ladda upp en bild av detta fornminne      |
| Flisby 2:1               | Stenkrets                   |              | Flisby, Småland     |       | 57.759109, 14.794472 | 10058600020001 | Ladda upp en bild av detta fornminne      |
| Flisby 2:2               | Stensättning                |              | Flisby, Småland     |       | 57.759288, 14.794397 | 10058600020002 | Ladda upp en bild av detta fornminne      |
| Flisby 4:1               | Röse                        |              | Flisby, Småland     |       | 57.781534, 14.754551 | 10058600040001 | Ladda upp en bild av detta fornminne      |
| Flisby 5:1               | Gravfält                    |              | Flisby, Småland     |       | 57.784525, 14.771393 | 10058600050001 | Ladda upp en bild av detta fornminne      |
| Flisby 6:1               | Röse                        |              | Flisby, Småland     |       | 57.768915, 14.781152 | 10058600060001 | Ladda upp en bild av detta fornminne      |
| Flisby 7:1               | Röse                        |              | Flisby, Småland     |       | 57.768266, 14.781939 | 10058600070001 | Ladda upp en bild av detta fornminne      |
| Flisby 8:1               | Gravfält                    |              | Flisby, Småland     |       | 57.770222, 14.780994 | 10058600080001 | Ladda upp en bild av detta fornminne      |
| Flisby 9:1               | Grav markerad av sten/block |              | Flisby, Småland     |       | 57.769710, 14.789807 | 10058600090001 | Ladda upp en bild av detta fornminne      |
| Flisby 10:1              | Stenkammargrav              |              | Flisby, Småland     |       | 57.780673, 14.794906 | 10058600100001 | Ladda upp en bild av detta fornminne      |
| Flisby 11:1              | Grav markerad av sten/block |              | Flisby, Småland     |       | 57.773757, 14.813085 | 10058600110001 | Ladda upp en bild av detta fornminne      |
| Flisby 12:1              | Röse                        |              | Flisby, Småland     |       | 57.777851, 14.805537 | 10058600120001 | Ladda upp en bild av detta fornminne      |
| Flisby 13:1              | Gravfält                    |              | Flisby, Småland     |       | 57.766748, 14.814151 | 10058600130001 | Ladda upp en bild av detta fornminne      |
| Flisby 14:1              | Röse                        |              | Flisby, Småland     |       | 57.766307, 14.812404 | 10058600140001 | Ladda upp en bild av detta fornminne      |
| Flisby 15:1              | Stenkrets                   |              | Flisby, Småland     |       | 57.772873, 14.817144 | 10058600150001 | Ladda upp en bild av detta fornminne      |
| Bruddungen (Flisby 16:1) | Gravfält                    |              | Flisby, Småland     |       | 57.773497, 14.833515 | 10058600160001 | Ladda upp en till bild av detta fornminne |
| Flisby 17:1              | Stensättning                |              | Flisby, Småland     |       | 57.775109, 14.800648 | 10058600170001 | Ladda upp en bild av detta fornminne      |
| Flisby 17:2              | Stensättning                |              | Flisby, Småland     |       | 57.775020, 14.800556 | 10058600170002 | Ladda upp en bild av detta fornminne      |
| Flisby 17:3              | Stenkrets                   |              | Flisby, Småland     |       | 57.774996, 14.800675 | 10058600170003 | Ladda upp en bild av detta fornminne      |
| Flisby 17:4              | Stensättning                |              | Flisby, Småland     |       | 57.775035, 14.800838 | 10058600170004 | Ladda upp en bild av detta fornminne      |
| Flisby 18:1              | Röse                        |              | Flisby, Småland     |       | 57.767109, 14.810741 | 10058600180001 | Ladda upp en bild av detta fornminne      |
| Flisby 19:1              | Gravfält                    |              | Flisby, Småland     |       | 57.766146, 14.815612 | 10058600190001 | Ladda upp en bild av detta fornminne      |
| Flisby 20:1              | Hög                         |              | Flisby, Småland     |       | 57.765651, 14.807755 | 10058600200001 | Ladda upp en bild av detta fornminne      |
| Flisby 21:1              | Runristning                 |              | Flisby, Småland     |       | 57.763339, 14.807018 | 10058600210001 | Ladda upp en bild av detta fornminne      |
| Flisby 21:2              | Hög                         |              | Flisby, Småland     |       | 57.763234, 14.806943 | 10058600210002 | Ladda upp en bild av detta fornminne      |
| Flisby 22:1              | Stensättning                |              | Flisby, Småland     |       | 57.767556, 14.781860 | 10058600220001 | Ladda upp en bild av detta fornminne      |
| Flisby 22:2              | Röse                        |              | Flisby, Småland     |       | 57.767467, 14.782131 | 10058600220002 | Ladda upp en bild av detta fornminne      |
| Flisby 23:1              | Röse                        |              | Flisby, Småland     |       | 57.746990, 14.812834 | 10058600230001 | Ladda upp en bild av detta fornminne      |
| Flisby 23:2              | Stensättning                |              | Flisby, Småland     |       | 57.747098, 14.812619 | 10058600230002 | Ladda upp en bild av detta fornminne      |
| Flisby 24:1              | Röse                        |              | Flisby, Småland     |       | 57.746431, 14.813862 | 10058600240001 | Ladda upp en bild av detta fornminne      |
| Flisby 25:1              | Röse                        |              | Flisby, Småland     |       | 57.791753, 14.749665 | 10058600250001 | Ladda upp en bild av detta fornminne      |
| Flisby 26:1              | Gravfält                    |              | Flisby, Småland     |       | 57.780594, 14.766162 | 10058600260001 | Ladda upp en bild av detta fornminne      |
| Flisby 38:1              | Röse                        |              | Flisby, Småland     |       | 57.780068, 14.841445 | 10058600380001 | Ladda upp en bild av detta fornminne      |
| Flisby 39:1              | Röse                        |              | Flisby, Småland     |       | 57.780591, 14.788103 | 10058600390001 | Ladda upp en bild av detta fornminne      |
| Flisby 39:2              | Stensättning                |              | Flisby, Småland     |       | 57.780385, 14.788209 | 10058600390002 | Ladda upp en bild av detta fornminne      |
| Flisby 39:3              | Stensättning                |              | Flisby, Småland     |       | 57.780709, 14.788318 | 10058600390003 | Ladda upp en bild av detta fornminne      |
| Flisby 53:1              | Stensättning                |              | Flisby, Småland     |       | 57.782034, 14.755402 | 10058600530001 | Ladda upp en bild av detta fornminne      |
| Flisby 101:1             | Stensättning                |              | Flisby, Småland     |       | 57.783978, 14.862690 | 10058601010001 | Ladda upp en bild av detta fornminne      |
| Rummet (Flisby 102:1)    | Runristning                 |              | Flisby, Småland     |       | 57.788637, 14.876017 | 10058601020001 | Ladda upp en bild av detta fornminne      |
| Rummet (Flisby 102:2)    | Stensättning                |              | Flisby, Småland     |       | 57.788761, 14.876544 | 10058601020002 | Ladda upp en bild av detta fornminne      |
| Flisby 103:1             | Hög                         |              | Flisby, Småland     |       | 57.784997, 14.878464 | 10058601030001 | Ladda upp en bild av detta fornminne      |
| Flisby 105:1             | Gravfält                    |              | Flisby, Småland     |       | 57.782267, 14.841089 | 10058601050001 | Ladda upp en bild av detta fornminne      |
| Flisby 106:1             | Röse                        |              | Flisby, Småland     |       | 57.786253, 14.846639 | 10058601060001 | Ladda upp en bild av detta fornminne      |
| Flisby 107:1             | Stenkrets                   |              | Flisby, Småland     |       | 57.787802, 14.885445 | 10058601070001 | Ladda upp en bild av detta fornminne      |
| Flisby 107:2             | Stenkrets                   |              | Flisby, Småland     |       | 57.787757, 14.885644 | 10058601070002 | Ladda upp en bild av detta fornminne      |
| Flisby 108:1             | Stenkrets                   |              | Flisby, Småland     |       | 57.787544, 14.886367 | 10058601080001 | Ladda upp en bild av detta fornminne      |
| Flisby 109:1             | Stensättning                |              | Flisby, Småland     |       | 57.794396, 14.884335 | 10058601090001 | Ladda upp en bild av detta fornminne      |
| Flisby 110:1             | Grav markerad av sten/block |              | Flisby, Småland     |       | 57.775803, 14.841939 | 10058601100001 | Ladda upp en bild av detta fornminne      |
| Flisby 110:2             | Grav markerad av sten/block |              | Flisby, Småland     |       | 57.775846, 14.842111 | 10058601100002 | Ladda upp en bild av detta fornminne      |
| Flisby 111:1             | Stenkrets                   |              | Flisby, Småland     |       | 57.780047, 14.859738 | 10058601110001 | Ladda upp en bild av detta fornminne      |
| Flisby 112:1             | Stensättning                |              | Flisby, Småland     |       | 57.779983, 14.858747 | 10058601120001 | Ladda upp en bild av detta fornminne      |
| Flisby 113:1             | Hög                         |              | Flisby, Småland     |       | 57.765148, 14.847922 | 10058601130001 | Ladda upp en bild av detta fornminne      |
| Flisby 114:1             | Stensättning                |              | Flisby, Småland     |       | 57.786962, 14.888589 | 10058601140001 | Ladda upp en bild av detta fornminne      |
| Drakarör (Flisby 115:1)  | Röse                        |              | Flisby, Småland     |       | 57.750849, 14.841971 | 10058601150001 | Ladda upp en bild av detta fornminne      |
| Drakarör (Flisby 115:2)  | Stensättning                |              | Flisby, Småland     |       | 57.750691, 14.842025 | 10058601150002 | Ladda upp en bild av detta fornminne      |
| Drakarör (Flisby 115:3)  | Stenkrets                   |              | Flisby, Småland     |       | 57.750716, 14.842253 | 10058601150003 | Ladda upp en bild av detta fornminne      |
| Flisby 116:1             | Stensättning                |              | Flisby, Småland     |       | 57.752587, 14.842354 | 10058601160001 | Ladda upp en bild av detta fornminne      |
| Flisby 117:1             | Stensättning                |              | Flisby, Småland     |       | 57.762975, 14.844346 | 10058601170001 | Ladda upp en bild av detta fornminne      |
| Flisby 118:1             | Hög                         |              | Flisby, Småland     |       | 57.762037, 14.845356 | 10058601180001 | Ladda upp en bild av detta fornminne      |
| Flisby 119:1             | Stensättning                |              | Flisby, Småland     |       | 57.757812, 14.899251 | 10058601190001 | Ladda upp en bild av detta fornminne      |
| Flisby 120:1             | Grav markerad av sten/block |              | Flisby, Småland     |       | 57.761173, 14.841237 | 10058601200001 | Ladda upp en bild av detta fornminne      |
| Flisby 121:1             | Gravfält                    |              | Flisby, Småland     |       | 57.759881, 14.842333 | 10058601210001 | Ladda upp en bild av detta fornminne      |
| Flisby 122:1             | Begravningsplats            |              | Flisby, Småland     |       | 57.759118, 14.840629 | 10058601220001 | Ladda upp en bild av detta fornminne      |
| Flisby 122:2             | Kyrka/kapell                |              | Flisby, Småland     |       | 57.759409, 14.840703 | 10058601220002 | Ladda upp en bild av detta fornminne      |
| Flisby 123:1             | Gravfält                    |              | Flisby, Småland     |       | 57.753995, 14.841983 | 10058601230001 | Ladda upp en bild av detta fornminne      |
| Flisby 125:1             | Stenkrets                   |              | Flisby, Småland     |       | 57.757599, 14.923474 | 10058601250001 | Ladda upp en bild av detta fornminne      |
| Flisby 125:2             | Grav markerad av sten/block |              | Flisby, Småland     |       | 57.757524, 14.923306 | 10058601250002 | Ladda upp en bild av detta fornminne      |
| Flisby 125:3             | Stenkrets                   |              | Flisby, Småland     |       | 57.757672, 14.923256 | 10058601250003 | Ladda upp en bild av detta fornminne      |
| Flisby 126:1             | Runristning                 |              | Flisby, Småland     |       | 57.756464, 14.926984 | 10058601260001 | Ladda upp en bild av detta fornminne      |
| Drakarör (Flisby 127:1)  | Röse                        |              | Flisby, Småland     |       | 57.755097, 14.935512 | 10058601270001 | Ladda upp en bild av detta fornminne      |
| Flisby 129:1             | Stenkammargrav              |              | Flisby, Småland     |       | 57.761953, 14.943489 | 10058601290001 | Ladda upp en bild av detta fornminne      |
| Flisby 130:1             | Stenkammargrav              |              | Flisby, Småland     |       | 57.727787, 14.893412 | 10058601300001 | Ladda upp en bild av detta fornminne      |
| Flisby 131:1             | Stensättning                |              | Flisby, Småland     |       | 57.799488, 14.874953 | 10058601310001 | Ladda upp en bild av detta fornminne      |
| Flisby 133:1             | Hög                         |              | Flisby, Småland     |       | 57.794529, 14.872349 | 10058601330001 | Ladda upp en bild av detta fornminne      |
| Flisby 134:1             | Röse                        |              | Flisby, Småland     |       | 57.795522, 14.784137 | 10058601340001 | Ladda upp en bild av detta fornminne      |
| Flisby 136:1             | Stensättning                |              | Flisby, Småland     |       | 57.761719, 14.871538 | 10058601360001 | Ladda upp en bild av detta fornminne      |
| Flisby 137:1             | Stensättning                |              | Flisby, Småland     |       | 57.761925, 14.870078 | 10058601370001 | Ladda upp en bild av detta fornminne      |
| Flisby 145:1             | Röse                        |              | Flisby, Småland     |       | 57.807422, 14.874526 | 10058601450001 | Ladda upp en bild av detta fornminne      |
| Flisby 145:2             | Stensättning                |              | Flisby, Småland     |       | 57.807520, 14.874728 | 10058601450002 | Ladda upp en bild av detta fornminne      |
| Flisby 145:3             | Stensättning                |              | Flisby, Småland     |       | 57.807546, 14.874887 | 10058601450003 | Ladda upp en bild av detta fornminne      |
| Flisby 167:1             | Stensättning                |              | Flisby, Småland     |       | 57.759171, 14.926586 | 10058601670001 | Ladda upp en bild av detta fornminne      |
| Flisby 179:1             | Hög                         |              | Flisby, Småland     |       | 57.752976, 14.809758 | 10058601790001 | Ladda upp en bild av detta fornminne      |
| Flisby 179:2             | Hög                         |              | Flisby, Småland     |       | 57.753080, 14.809732 | 10058601790002 | Ladda upp en bild av detta fornminne      |
| Flisby 179:3             | Hög                         |              | Flisby, Småland     |       | 57.753218, 14.809705 | 10058601790003 | Ladda upp en bild av detta fornminne      |
| Flisby 180:1             | Stensättning                |              | Flisby, Småland     |       | 57.750260, 14.801978 | 10058601800001 | Ladda upp en bild av detta fornminne      |
| Flisby 194:1             | Röse                        |              | Flisby, Småland     |       | 57.760191, 14.870470 | 10058601940001 | Ladda upp en bild av detta fornminne      |
| Flisby 198:1             | Hög                         |              | Flisby, Småland     |       | 57.765304, 14.852652 | 10058601980001 | Ladda upp en bild av detta fornminne      |
| Flisby 232:1             | Stensättning                |              | Flisby, Småland     |       | 57.771274, 14.780033 | 10058602320001 | Ladda upp en bild av detta fornminne      |
| Flisby 238:1             | Stensättning                |              | Flisby, Småland     |       | 57.791952, 14.742604 | 10058602380001 | Ladda upp en bild av detta fornminne      |
| Flisby 240:1             | Stensättning                |              | Flisby, Småland     |       | 57.781219, 14.864793 | 10058602400001 | Ladda upp en bild av detta fornminne      |
| Flisby 240:2             | Stensättning                |              | Flisby, Småland     |       | 57.781145, 14.864673 | 10058602400002 | Ladda upp en bild av detta fornminne      |
| Flisby 241:1             | Stensättning                |              | Flisby, Småland     |       | 57.785389, 14.876643 | 10058602410001 | Ladda upp en bild av detta fornminne      |
| Flisby 242:1             | Röse                        |              | Flisby, Småland     |       | 57.786544, 14.759745 | 10058602420001 | Ladda upp en bild av detta fornminne      |
| Flisby 243:1             | Stensättning                |              | Flisby, Småland     |       | 57.784994, 14.770929 | 10058602430001 | Ladda upp en bild av detta fornminne      |
| Flisby 257:1             | Gravfält                    |              | Flisby, Småland     |       | 57.753448, 14.802737 | 10058602570001 | Ladda upp en bild av detta fornminne      |
| Flisby 259:1             | Stensättning                |              | Flisby, Småland     |       | 57.749239, 14.782470 | 10058602590001 | Ladda upp en bild av detta fornminne      |
| Flisby 262:1             | Stensättning                |              | Flisby, Småland     |       | 57.792790, 14.785650 | 10058602620001 | Ladda upp en bild av detta fornminne      |
| Flisby 266:2             | Stensättning                |              | Flisby, Småland     |       | 57.758986, 14.867189 | 10058602660002 | Ladda upp en bild av detta fornminne      |
| Flisby 269:1             | Röse                        |              | Flisby, Småland     |       | 57.761284, 14.870692 | 10058602690001 | Ladda upp en bild av detta fornminne      |
| Flisby 270:1             | Stensättning                |              | Flisby, Småland     |       | 57.760108, 14.868707 | 10058602700001 | Ladda upp en bild av detta fornminne      |
| Flisby 271:1             | Hällristning                |              | Flisby, Småland     |       | 57.760728, 14.869071 | 10058602710001 | Ladda upp en bild av detta fornminne      |
| Flisby 279:1             | Stensättning                |              | Flisby, Småland     |       | 57.795284, 14.871274 | 10058602790001 | Ladda upp en bild av detta fornminne      |
| Flisby 281:1             | Stensättning                |              | Flisby, Småland     |       | 57.781599, 14.883734 | 10058602810001 | Ladda upp en bild av detta fornminne      |
| Flisby 337               | Röse                        |              | Flisby, Småland     |       | 57.766053, 14.788447 | 12000000081695 | Ladda upp en bild av detta fornminne      |

## Forserum
| Namn                              | Lämningstyp                 | Tillkomsttid | Historisk indelning | Plats | Läge                 | ID-nr          | Bild                                 |
| --------------------------------- | --------------------------- | ------------ | ------------------- | ----- | -------------------- | -------------- | ------------------------------------ |
| Forserum 1:1                      | Stensättning                |              | Forserum, Småland   |       | 57.707568, 14.455817 | 10058700010001 | Ladda upp en bild av detta fornminne |
| Forserum 4:1                      | Grav markerad av sten/block |              | Forserum, Småland   |       | 57.656200, 14.398793 | 10058700040001 | Ladda upp en bild av detta fornminne |
| Forserum 5:1                      | Stensättning                |              | Forserum, Småland   |       | 57.658721, 14.395547 | 10058700050001 | Ladda upp en bild av detta fornminne |
| Forserum 5:2                      | Stensättning                |              | Forserum, Småland   |       | 57.658523, 14.395517 | 10058700050002 | Ladda upp en bild av detta fornminne |
| Forserum 7:1                      | Stensättning                |              | Forserum, Småland   |       | 57.649618, 14.441637 | 10058700070001 | Ladda upp en bild av detta fornminne |
| Forserum 7:2                      | Stensättning                |              | Forserum, Småland   |       | 57.649440, 14.441851 | 10058700070002 | Ladda upp en bild av detta fornminne |
| Forserum 10:1                     | Stensättning                |              | Forserum, Småland   |       | 57.645327, 14.454119 | 10058700100001 | Ladda upp en bild av detta fornminne |
| Saxalyckan (Forserum 11:1)        | Röse                        |              | Forserum, Småland   |       | 57.644381, 14.448361 | 10058700110001 | Ladda upp en bild av detta fornminne |
| Saxalyckan (Forserum 11:2)        | Röse                        |              | Forserum, Småland   |       | 57.644556, 14.448379 | 10058700110002 | Ladda upp en bild av detta fornminne |
| Forserum 12:1                     | Grav markerad av sten/block |              | Forserum, Småland   |       | 57.643463, 14.454050 | 10058700120001 | Ladda upp en bild av detta fornminne |
| Forserum 14:1                     | Röse                        |              | Forserum, Småland   |       | 57.681807, 14.445450 | 10058700140001 | Ladda upp en bild av detta fornminne |
| Forserum 14:2                     | Stensättning                |              | Forserum, Småland   |       | 57.681862, 14.445323 | 10058700140002 | Ladda upp en bild av detta fornminne |
| Forserum 14:3                     | Stensättning                |              | Forserum, Småland   |       | 57.681651, 14.445686 | 10058700140003 | Ladda upp en bild av detta fornminne |
| Forserum 14:4                     | Röse                        |              | Forserum, Småland   |       | 57.681507, 14.445719 | 10058700140004 | Ladda upp en bild av detta fornminne |
| Forserum 17:1                     | Gravfält                    |              | Forserum, Småland   |       | 57.637979, 14.477708 | 10058700170001 | Ladda upp en bild av detta fornminne |
| Forserum 18:1                     | Stensättning                |              | Forserum, Småland   |       | 57.644195, 14.494350 | 10058700180001 | Ladda upp en bild av detta fornminne |
| Forserum 19:1                     | Stensättning                |              | Forserum, Småland   |       | 57.656333, 14.491783 | 10058700190001 | Ladda upp en bild av detta fornminne |
| Kungsgraven (Forserum 20:1)       | Stensättning                |              | Forserum, Småland   |       | 57.689611, 14.468038 | 10058700200001 | Ladda upp en bild av detta fornminne |
| 3)Harabacken (Forserum 21:1)      | Grav markerad av sten/block |              | Forserum, Småland   |       | 57.681284, 14.471987 | 10058700210001 | Ladda upp en bild av detta fornminne |
| 3)Harabacken (Forserum 21:2)      | Grav markerad av sten/block |              | Forserum, Småland   |       | 57.681268, 14.471993 | 10058700210002 | Ladda upp en bild av detta fornminne |
| Forserum 22:1                     | Stensättning                |              | Forserum, Småland   |       | 57.681051, 14.443608 | 10058700220001 | Ladda upp en bild av detta fornminne |
| Forserum 22:2                     | Grav markerad av sten/block |              | Forserum, Småland   |       | 57.680911, 14.443668 | 10058700220002 | Ladda upp en bild av detta fornminne |
| Forserum 23:1                     | Stenkrets                   |              | Forserum, Småland   |       | 57.683684, 14.459814 | 10058700230001 | Ladda upp en bild av detta fornminne |
| Forserum 23:2                     | Stensättning                |              | Forserum, Småland   |       | 57.683746, 14.459812 | 10058700230002 | Ladda upp en bild av detta fornminne |
| Forserum 26:1                     | Röse                        |              | Forserum, Småland   |       | 57.698316, 14.460654 | 10058700260001 | Ladda upp en bild av detta fornminne |
| 3)Smörpölen (Forserum 27:1)       | Röse                        |              | Forserum, Småland   |       | 57.696069, 14.461049 | 10058700270001 | Ladda upp en bild av detta fornminne |
| 2) Humpalingen (Forserum 29:1)    | Stensättning                |              | Forserum, Småland   |       | 57.708061, 14.452905 | 10058700290001 | Ladda upp en bild av detta fornminne |
| Forserum 31:1                     | Stensättning                |              | Forserum, Småland   |       | 57.678498, 14.468849 | 10058700310001 | Ladda upp en bild av detta fornminne |
| Forserum 32:1                     | Stensättning                |              | Forserum, Småland   |       | 57.708478, 14.455332 | 10058700320001 | Ladda upp en bild av detta fornminne |
| Forserum 32:2                     | Stensättning                |              | Forserum, Småland   |       | 57.708291, 14.455439 | 10058700320002 | Ladda upp en bild av detta fornminne |
| Forserum 33:1                     | Röse                        |              | Forserum, Småland   |       | 57.708602, 14.458038 | 10058700330001 | Ladda upp en bild av detta fornminne |
| Forserum 34:1                     | Stensättning                |              | Forserum, Småland   |       | 57.709949, 14.452488 | 10058700340001 | Ladda upp en bild av detta fornminne |
| Forserum 34:2                     | Stensättning                |              | Forserum, Småland   |       | 57.709963, 14.453009 | 10058700340002 | Ladda upp en bild av detta fornminne |
| Forserum 34:3                     | Stensättning                |              | Forserum, Småland   |       | 57.709956, 14.452303 | 10058700340003 | Ladda upp en bild av detta fornminne |
| Forserum 35:1                     | Stensättning                |              | Forserum, Småland   |       | 57.709824, 14.454445 | 10058700350001 | Ladda upp en bild av detta fornminne |
| Forserum 36:1                     | Stensättning                |              | Forserum, Småland   |       | 57.673163, 14.510305 | 10058700360001 | Ladda upp en bild av detta fornminne |
| Forserum 37:1                     | Stensättning                |              | Forserum, Småland   |       | 57.672786, 14.510681 | 10058700370001 | Ladda upp en bild av detta fornminne |
| Forserum 38:1                     | Stensättning                |              | Forserum, Småland   |       | 57.672446, 14.511123 | 10058700380001 | Ladda upp en bild av detta fornminne |
| Forserum 39:1                     | Stensättning                |              | Forserum, Småland   |       | 57.672307, 14.511994 | 10058700390001 | Ladda upp en bild av detta fornminne |
| Forserum 40:1                     | Stensättning                |              | Forserum, Småland   |       | 57.671944, 14.512833 | 10058700400001 | Ladda upp en bild av detta fornminne |
| 2) Munkaklostret (Forserum 42:1)  | Stensättning                |              | Forserum, Småland   |       | 57.672630, 14.518163 | 10058700420001 | Ladda upp en bild av detta fornminne |
| 2) Munkaklostret (Forserum 42:2)  | Röse                        |              | Forserum, Småland   |       | 57.672590, 14.518644 | 10058700420002 | Ladda upp en bild av detta fornminne |
| 2) Munkaklostret (Forserum 42:3)  | Stensättning                |              | Forserum, Småland   |       | 57.672375, 14.518610 | 10058700420003 | Ladda upp en bild av detta fornminne |
| Forserum 44:1                     | Röse                        |              | Forserum, Småland   |       | 57.671864, 14.514526 | 10058700440001 | Ladda upp en bild av detta fornminne |
| Forserum 46:1                     | Stensättning                |              | Forserum, Småland   |       | 57.714120, 14.465695 | 10058700460001 | Ladda upp en bild av detta fornminne |
| Forserum 46:2                     | Stensättning                |              | Forserum, Småland   |       | 57.714004, 14.465716 | 10058700460002 | Ladda upp en bild av detta fornminne |
| Forserum 46:3                     | Stensättning                |              | Forserum, Småland   |       | 57.714212, 14.465859 | 10058700460003 | Ladda upp en bild av detta fornminne |
| Forserum 46:4                     | Stensättning                |              | Forserum, Småland   |       | 57.713861, 14.465722 | 10058700460004 | Ladda upp en bild av detta fornminne |
| Forserum 47:1                     | Stensättning                |              | Forserum, Småland   |       | 57.712638, 14.462868 | 10058700470001 | Ladda upp en bild av detta fornminne |
| Forserum 48:1                     | Gravfält                    |              | Forserum, Småland   |       | 57.716403, 14.464063 | 10058700480001 | Ladda upp en bild av detta fornminne |
| Forserum 49:1                     | Stensättning                |              | Forserum, Småland   |       | 57.699544, 14.492472 | 10058700490001 | Ladda upp en bild av detta fornminne |
| Forserum 51:1                     | Stensättning                |              | Forserum, Småland   |       | 57.631155, 14.492348 | 10058700510001 | Ladda upp en bild av detta fornminne |
| Skansen (Forserum 52:1)           | Gravfält                    |              | Forserum, Småland   |       | 57.638376, 14.480720 | 10058700520001 | Ladda upp en bild av detta fornminne |
| Forserum 55:1                     | Stensättning                |              | Forserum, Småland   |       | 57.649323, 14.497604 | 10058700550001 | Ladda upp en bild av detta fornminne |
| Forserum 55:2                     | Stensättning                |              | Forserum, Småland   |       | 57.649228, 14.497515 | 10058700550002 | Ladda upp en bild av detta fornminne |
| Forserum 56:1                     | Gravfält                    |              | Forserum, Småland   |       | 57.649063, 14.498635 | 10058700560001 | Ladda upp en bild av detta fornminne |
| 4)Kvistatorpet (Forserum 57:1)    | Stensättning                |              | Forserum, Småland   |       | 57.679971, 14.496007 | 10058700570001 | Ladda upp en bild av detta fornminne |
| 4)Kvistatorpet (Forserum 57:2)    | Stensättning                |              | Forserum, Småland   |       | 57.679888, 14.495842 | 10058700570002 | Ladda upp en bild av detta fornminne |
| Forserum 58:1                     | Stensättning                |              | Forserum, Småland   |       | 57.678960, 14.497930 | 10058700580001 | Ladda upp en bild av detta fornminne |
| Forserum 59:1                     | Stensättning                |              | Forserum, Småland   |       | 57.698799, 14.484412 | 10058700590001 | Ladda upp en bild av detta fornminne |
| Forserum 59:2                     | Stensättning                |              | Forserum, Småland   |       | 57.698994, 14.484763 | 10058700590002 | Ladda upp en bild av detta fornminne |
| Forserum 59:3                     | Stensättning                |              | Forserum, Småland   |       | 57.698878, 14.484852 | 10058700590003 | Ladda upp en bild av detta fornminne |
| Forserum 60:1                     | Stensättning                |              | Forserum, Småland   |       | 57.659006, 14.549475 | 10058700600001 | Ladda upp en bild av detta fornminne |
| Forserum 60:2                     | Stensättning                |              | Forserum, Småland   |       | 57.659119, 14.550026 | 10058700600002 | Ladda upp en bild av detta fornminne |
| Forserum 60:3                     | Stensättning                |              | Forserum, Småland   |       | 57.658696, 14.549016 | 10058700600003 | Ladda upp en bild av detta fornminne |
| Forserum 60:4                     | Stensättning                |              | Forserum, Småland   |       | 57.659339, 14.550523 | 10058700600004 | Ladda upp en bild av detta fornminne |
| Forserum 61:1                     | Stenkrets                   |              | Forserum, Småland   |       | 57.660533, 14.553287 | 10058700610001 | Ladda upp en bild av detta fornminne |
| Forserum 62:1                     | Röse                        |              | Forserum, Småland   |       | 57.678756, 14.522827 | 10058700620001 | Ladda upp en bild av detta fornminne |
| Dejlarör (Forserum 63:1)          | Röse                        |              | Forserum, Småland   |       | 57.673545, 14.510339 | 10058700630001 | Ladda upp en bild av detta fornminne |
| Forserum 64:1                     | Stensättning                |              | Forserum, Småland   |       | 57.674240, 14.515781 | 10058700640001 | Ladda upp en bild av detta fornminne |
| Forserum 64:2                     | Stensättning                |              | Forserum, Småland   |       | 57.674143, 14.515532 | 10058700640002 | Ladda upp en bild av detta fornminne |
| Forserum 64:3                     | Stensättning                |              | Forserum, Småland   |       | 57.674284, 14.515249 | 10058700640003 | Ladda upp en bild av detta fornminne |
| Forserum 64:4                     | Stensättning                |              | Forserum, Småland   |       | 57.674507, 14.514728 | 10058700640004 | Ladda upp en bild av detta fornminne |
| Forserum 66:1                     | Stensättning                |              | Forserum, Småland   |       | 57.674565, 14.503613 | 10058700660001 | Ladda upp en bild av detta fornminne |
| Forserum 66:2                     | Stensättning                |              | Forserum, Småland   |       | 57.674698, 14.503435 | 10058700660002 | Ladda upp en bild av detta fornminne |
| Forserum 66:3                     | Stensättning                |              | Forserum, Småland   |       | 57.674286, 14.503607 | 10058700660003 | Ladda upp en bild av detta fornminne |
| Forserum 66:4                     | Stensättning                |              | Forserum, Småland   |       | 57.674818, 14.503572 | 10058700660004 | Ladda upp en bild av detta fornminne |
| Forserum 67:1                     | Stensättning                |              | Forserum, Småland   |       | 57.699571, 14.490093 | 10058700670001 | Ladda upp en bild av detta fornminne |
| 2) Högeröjsbacken (Forserum 68:1) | Stensättning                |              | Forserum, Småland   |       | 57.676668, 14.511926 | 10058700680001 | Ladda upp en bild av detta fornminne |
| Forserum 69:1                     | Stensättning                |              | Forserum, Småland   |       | 57.706134, 14.470888 | 10058700690001 | Ladda upp en bild av detta fornminne |
| Forserum 81:1                     | Stensättning                |              | Forserum, Småland   |       | 57.673530, 14.504413 | 10058700810001 | Ladda upp en bild av detta fornminne |
| Forserum 163                      | Grav- och boplatsområde     |              | Forserum, Småland   |       | 57.710478, 14.473153 | 12000000074757 | Ladda upp en bild av detta fornminne |

## Malmbäck
| Namn                         | Lämningstyp  | Tillkomsttid | Historisk indelning | Plats | Läge                 | ID-nr          | Bild                                 |
| ---------------------------- | ------------ | ------------ | ------------------- | ----- | -------------------- | -------------- | ------------------------------------ |
| Malmbäck 14:1                | Stensättning |              | Malmbäck, Småland   |       | 57.609594, 14.510603 | 10062900140001 | Ladda upp en bild av detta fornminne |
| Malmbäck 14:2                | Stensättning |              | Malmbäck, Småland   |       | 57.609725, 14.510653 | 10062900140002 | Ladda upp en bild av detta fornminne |
| Malmbäck 14:3                | Stensättning |              | Malmbäck, Småland   |       | 57.609817, 14.510644 | 10062900140003 | Ladda upp en bild av detta fornminne |
| Malmbäck 16:1                | Stensättning |              | Malmbäck, Småland   |       | 57.616411, 14.513740 | 10062900160001 | Ladda upp en bild av detta fornminne |
| Malmbäck 21:1                | Röse         |              | Malmbäck, Småland   |       | 57.621272, 14.518108 | 10062900210001 | Ladda upp en bild av detta fornminne |
| Malmbäck 25:1                | Röse         |              | Malmbäck, Småland   |       | 57.614810, 14.472045 | 10062900250001 | Ladda upp en bild av detta fornminne |
| Malmbäck 26:1                | Stensättning |              | Malmbäck, Småland   |       | 57.618148, 14.468960 | 10062900260001 | Ladda upp en bild av detta fornminne |
| Malmbäck 27:1                | Röse         |              | Malmbäck, Småland   |       | 57.621787, 14.460559 | 10062900270001 | Ladda upp en bild av detta fornminne |
| Malmbäck 28:1                | Stenkrets    |              | Malmbäck, Småland   |       | 57.600675, 14.443623 | 10062900280001 | Ladda upp en bild av detta fornminne |
| Malmbäck 28:2                | Stenkrets    |              | Malmbäck, Småland   |       | 57.600577, 14.444047 | 10062900280002 | Ladda upp en bild av detta fornminne |
| 1) Medelrör (Malmbäck 29:1)  | Röse         |              | Malmbäck, Småland   |       | 57.598289, 14.412713 | 10062900290001 | Ladda upp en bild av detta fornminne |
| 1) Medelrör (Malmbäck 29:2)  | Stensättning |              | Malmbäck, Småland   |       | 57.598327, 14.412304 | 10062900290002 | Ladda upp en bild av detta fornminne |
| 1) Medelrör (Malmbäck 29:3)  | Stensättning |              | Malmbäck, Småland   |       | 57.598651, 14.411698 | 10062900290003 | Ladda upp en bild av detta fornminne |
| Malmbäck 30:1                | Stensättning |              | Malmbäck, Småland   |       | 57.610351, 14.431394 | 10062900300001 | Ladda upp en bild av detta fornminne |
| Malmbäck 31:1                | Stensättning |              | Malmbäck, Småland   |       | 57.609634, 14.454909 | 10062900310001 | Ladda upp en bild av detta fornminne |
| Malmbäck 32:1                | Stensättning |              | Malmbäck, Småland   |       | 57.618137, 14.433598 | 10062900320001 | Ladda upp en bild av detta fornminne |
| Malmbäck 33:1                | Stensättning |              | Malmbäck, Småland   |       | 57.618757, 14.433642 | 10062900330001 | Ladda upp en bild av detta fornminne |
| Malmbäck 38:1                | Stensättning |              | Malmbäck, Småland   |       | 57.626218, 14.448727 | 10062900380001 | Ladda upp en bild av detta fornminne |
| Malmbäck 39:1                | Röse         |              | Malmbäck, Småland   |       | 57.635429, 14.507428 | 10062900390001 | Ladda upp en bild av detta fornminne |
| Malmbäck 40:1                | Stensättning |              | Malmbäck, Småland   |       | 57.638037, 14.501480 | 10062900400001 | Ladda upp en bild av detta fornminne |
| Malmbäck 41:1                | Stensättning |              | Malmbäck, Småland   |       | 57.642309, 14.501893 | 10062900410001 | Ladda upp en bild av detta fornminne |
| Malmbäck 42:1                | Stensättning |              | Malmbäck, Småland   |       | 57.643412, 14.560965 | 10062900420001 | Ladda upp en bild av detta fornminne |
| Malmbäck 43:1                | Stensättning |              | Malmbäck, Småland   |       | 57.641877, 14.503834 | 10062900430001 | Ladda upp en bild av detta fornminne |
| Malmbäck 44:1                | Stensättning |              | Malmbäck, Småland   |       | 57.653585, 14.531611 | 10062900440001 | Ladda upp en bild av detta fornminne |
| Malmbäck 44:2                | Stensättning |              | Malmbäck, Småland   |       | 57.653516, 14.531443 | 10062900440002 | Ladda upp en bild av detta fornminne |
| 1) Stora Rör (Malmbäck 45:1) | Röse         |              | Malmbäck, Småland   |       | 57.637117, 14.559091 | 10062900450001 | Ladda upp en bild av detta fornminne |
| 1) Stora Rör (Malmbäck 45:2) | Stensättning |              | Malmbäck, Småland   |       | 57.637251, 14.559052 | 10062900450002 | Ladda upp en bild av detta fornminne |
| Malmbäck 47:1                | Stensättning |              | Malmbäck, Småland   |       | 57.647696, 14.546348 | 10062900470001 | Ladda upp en bild av detta fornminne |
| Malmbäck 48:1                | Röse         |              | Malmbäck, Småland   |       | 57.644779, 14.548701 | 10062900480001 | Ladda upp en bild av detta fornminne |
| Malmbäck 55:1                | Röse         |              | Malmbäck, Småland   |       | 57.539302, 14.395211 | 10062900550001 | Ladda upp en bild av detta fornminne |
| Malmbäck 57:1                | Stensättning |              | Malmbäck, Småland   |       | 57.539314, 14.389778 | 10062900570001 | Ladda upp en bild av detta fornminne |
| Höge sten (Malmbäck 58:1)    | Stensättning |              | Malmbäck, Småland   |       | 57.540386, 14.408828 | 10062900580001 | Ladda upp en bild av detta fornminne |
| Höga backe (Malmbäck 59:1)   | Röse         |              | Malmbäck, Småland   |       | 57.542805, 14.435797 | 10062900590001 | Ladda upp en bild av detta fornminne |
| Malmbäck 61:1                | Röse         |              | Malmbäck, Småland   |       | 57.540033, 14.452748 | 10062900610001 | Ladda upp en bild av detta fornminne |
| Malmbäck 63:1                | Röse         |              | Malmbäck, Småland   |       | 57.536385, 14.449291 | 10062900630001 | Ladda upp en bild av detta fornminne |
| Malmbäck 63:2                | Stensättning |              | Malmbäck, Småland   |       | 57.536725, 14.449662 | 10062900630002 | Ladda upp en bild av detta fornminne |
| Malmbäck 63:3                | Stensättning |              | Malmbäck, Småland   |       | 57.536768, 14.449059 | 10062900630003 | Ladda upp en bild av detta fornminne |
| Malmbäck 64:1                | Röse         |              | Malmbäck, Småland   |       | 57.536410, 14.448015 | 10062900640001 | Ladda upp en bild av detta fornminne |
| Malmbäck 65:1                | Röse         |              | Malmbäck, Småland   |       | 57.537443, 14.450758 | 10062900650001 | Ladda upp en bild av detta fornminne |
| Malmbäck 66:1                | Röse         |              | Malmbäck, Småland   |       | 57.535298, 14.455059 | 10062900660001 | Ladda upp en bild av detta fornminne |
| Malmbäck 67:1                | Stensättning |              | Malmbäck, Småland   |       | 57.534565, 14.455803 | 10062900670001 | Ladda upp en bild av detta fornminne |
| Malmbäck 67:2                | Stensättning |              | Malmbäck, Småland   |       | 57.534348, 14.456344 | 10062900670002 | Ladda upp en bild av detta fornminne |
| Malmbäck 70:1                | Röse         |              | Malmbäck, Småland   |       | 57.537355, 14.448883 | 10062900700001 | Ladda upp en bild av detta fornminne |
| Malmbäck 70:2                | Röse         |              | Malmbäck, Småland   |       | 57.537299, 14.449090 | 10062900700002 | Ladda upp en bild av detta fornminne |
| Malmbäck 71:1                | Röse         |              | Malmbäck, Småland   |       | 57.538038, 14.451437 | 10062900710001 | Ladda upp en bild av detta fornminne |
| Malmbäck 73:1                | Röse         |              | Malmbäck, Småland   |       | 57.528844, 14.467333 | 10062900730001 | Ladda upp en bild av detta fornminne |
| Domarringen (Malmbäck 74:1)  | Stenkrets    |              | Malmbäck, Småland   |       | 57.567011, 14.446523 | 10062900740001 | Ladda upp en bild av detta fornminne |
| Malmbäck 75:1                | Stensättning |              | Malmbäck, Småland   |       | 57.564516, 14.458354 | 10062900750001 | Ladda upp en bild av detta fornminne |
| Malmbäck 76:1                | Stensättning |              | Malmbäck, Småland   |       | 57.564775, 14.457182 | 10062900760001 | Ladda upp en bild av detta fornminne |
| Malmbäck 77:1                | Stensättning |              | Malmbäck, Småland   |       | 57.617103, 14.527128 | 10062900770001 | Ladda upp en bild av detta fornminne |
| Malmbäck 77:2                | Stensättning |              | Malmbäck, Småland   |       | 57.616976, 14.527292 | 10062900770002 | Ladda upp en bild av detta fornminne |
| Malmbäck 105:1               | Stensättning |              | Malmbäck, Småland   |       | 57.574486, 14.454397 | 10062901050001 | Ladda upp en bild av detta fornminne |
| Malmbäck 107:1               | Stensättning |              | Malmbäck, Småland   |       | 57.562058, 14.511285 | 10062901070001 | Ladda upp en bild av detta fornminne |
| Malmbäck 113:1               | Stensättning |              | Malmbäck, Småland   |       | 57.550457, 14.465992 | 10062901130001 | Ladda upp en bild av detta fornminne |
| Malmbäck 119:1               | Hög          |              | Malmbäck, Småland   |       | 57.626153, 14.443981 | 10062901190001 | Ladda upp en bild av detta fornminne |
| Malmbäck 151:1               | Stensättning |              | Malmbäck, Småland   |       | 57.643913, 14.521829 | 10062901510001 | Ladda upp en bild av detta fornminne |
| Malmbäck 151:2               | Stensättning |              | Malmbäck, Småland   |       | 57.644295, 14.521487 | 10062901510002 | Ladda upp en bild av detta fornminne |
| Malmbäck 152:1               | Stensättning |              | Malmbäck, Småland   |       | 57.640405, 14.518351 | 10062901520001 | Ladda upp en bild av detta fornminne |
| Malmbäck 154:1               | Stensättning |              | Malmbäck, Småland   |       | 57.621372, 14.378654 | 10062901540001 | Ladda upp en bild av detta fornminne |
| Malmbäck 156:1               | Stensättning |              | Malmbäck, Småland   |       | 57.619139, 14.378887 | 10062901560001 | Ladda upp en bild av detta fornminne |
| Malmbäck 159:1               | Stensättning |              | Malmbäck, Småland   |       | 57.587596, 14.363233 | 10062901590001 | Ladda upp en bild av detta fornminne |
| Malmbäck 159:2               | Stensättning |              | Malmbäck, Småland   |       | 57.587472, 14.363323 | 10062901590002 | Ladda upp en bild av detta fornminne |
| Malmbäck 160:1               | Stensättning |              | Malmbäck, Småland   |       | 57.629372, 14.423675 | 10062901600001 | Ladda upp en bild av detta fornminne |
| Malmbäck 160:2               | Stensättning |              | Malmbäck, Småland   |       | 57.629541, 14.423911 | 10062901600002 | Ladda upp en bild av detta fornminne |
| Malmbäck 181:1               | Stensättning |              | Malmbäck, Småland   |       | 57.565286, 14.457529 | 10062901810001 | Ladda upp en bild av detta fornminne |
| Malmbäck 252:1               | Röse         |              | Malmbäck, Småland   |       | 57.541407, 14.454746 | 10062902520001 | Ladda upp en bild av detta fornminne |
| Malmbäck 252:2               | Stensättning |              | Malmbäck, Småland   |       | 57.541627, 14.454684 | 10062902520002 | Ladda upp en bild av detta fornminne |
| Malmbäck 262:1               | Röse         |              | Malmbäck, Småland   |       | 57.550244, 14.457088 | 10062902620001 | Ladda upp en bild av detta fornminne |

## Norra Sandsjö
| Namn                              | Lämningstyp                 | Tillkomsttid | Historisk indelning    | Plats | Läge                 | ID-nr          | Bild                                 |
| --------------------------------- | --------------------------- | ------------ | ---------------------- | ----- | -------------------- | -------------- | ------------------------------------ |
| Norra Sandsjö 5:1                 | Röse                        |              | Norra Sandsjö, Småland |       | 57.471504, 14.744956 | 10063800050001 | Ladda upp en bild av detta fornminne |
| Norra Sandsjö 8:1                 | Stensättning                |              | Norra Sandsjö, Småland |       | 57.462657, 14.763445 | 10063800080001 | Ladda upp en bild av detta fornminne |
| Norra Sandsjö 9:1                 | Röse                        |              | Norra Sandsjö, Småland |       | 57.457027, 14.766621 | 10063800090001 | Ladda upp en bild av detta fornminne |
| Norra Sandsjö 11:1                | Stensättning                |              | Norra Sandsjö, Småland |       | 57.462924, 14.764645 | 10063800110001 | Ladda upp en bild av detta fornminne |
| Runåsen (Norra Sandsjö 12:1)      | Runristning                 |              | Norra Sandsjö, Småland |       | 57.465898, 14.767957 | 10063800120001 | Ladda upp en bild av detta fornminne |
| Korpbacken (Norra Sandsjö 13:1)   | Grav markerad av sten/block |              | Norra Sandsjö, Småland |       | 57.455936, 14.782485 | 10063800130001 | Ladda upp en bild av detta fornminne |
| Korpbacken (Norra Sandsjö 13:2)   | Grav markerad av sten/block |              | Norra Sandsjö, Småland |       | 57.455876, 14.782503 | 10063800130002 | Ladda upp en bild av detta fornminne |
| Korpbacken (Norra Sandsjö 13:3)   | Grav markerad av sten/block |              | Norra Sandsjö, Småland |       | 57.455920, 14.782662 | 10063800130003 | Ladda upp en bild av detta fornminne |
| Norra Sandsjö 19:1                | Gravfält                    |              | Norra Sandsjö, Småland |       | 57.478372, 14.737548 | 10063800190001 | Ladda upp en bild av detta fornminne |
| Norra Sandsjö 21:1                | Röse                        |              | Norra Sandsjö, Småland |       | 57.487158, 14.766592 | 10063800210001 | Ladda upp en bild av detta fornminne |
| Norra Sandsjö 28:1                | Röse                        |              | Norra Sandsjö, Småland |       | 57.473711, 14.705636 | 10063800280001 | Ladda upp en bild av detta fornminne |
| Norra Sandsjö 32:1                | Röse                        |              | Norra Sandsjö, Småland |       | 57.437912, 14.780262 | 10063800320001 | Ladda upp en bild av detta fornminne |
| Norra Sandsjö 33:1                | Röse                        |              | Norra Sandsjö, Småland |       | 57.437451, 14.781001 | 10063800330001 | Ladda upp en bild av detta fornminne |
| Norra Sandsjö 42:1                | Gravfält                    |              | Norra Sandsjö, Småland |       | 57.426730, 14.805676 | 10063800420001 | Ladda upp en bild av detta fornminne |
| Norra Sandsjö 43:1                | Grav markerad av sten/block |              | Norra Sandsjö, Småland |       | 57.424203, 14.806406 | 10063800430001 | Ladda upp en bild av detta fornminne |
| Norra Sandsjö 49:1                | Röse                        |              | Norra Sandsjö, Småland |       | 57.427614, 14.820830 | 10063800490001 | Ladda upp en bild av detta fornminne |
| Norra Sandsjö 53:1                | Gravfält                    |              | Norra Sandsjö, Småland |       | 57.575080, 14.760333 | 10063800530001 | Ladda upp en bild av detta fornminne |
| Norra Sandsjö 57:1                | Stensättning                |              | Norra Sandsjö, Småland |       | 57.558572, 14.797171 | 10063800570001 | Ladda upp en bild av detta fornminne |
| Norra Sandsjö 57:2                | Stenkrets                   |              | Norra Sandsjö, Småland |       | 57.558684, 14.796896 | 10063800570002 | Ladda upp en bild av detta fornminne |
| Norra Sandsjö 58:1                | Röse                        |              | Norra Sandsjö, Småland |       | 57.555988, 14.795833 | 10063800580001 | Ladda upp en bild av detta fornminne |
| Norra Sandsjö 59:1                | Grav markerad av sten/block |              | Norra Sandsjö, Småland |       | 57.548828, 14.791812 | 10063800590001 | Ladda upp en bild av detta fornminne |
| Norra Sandsjö 60:1                | Röse                        |              | Norra Sandsjö, Småland |       | 57.541731, 14.791231 | 10063800600001 | Ladda upp en bild av detta fornminne |
| Norra Sandsjö 61:1                | Stensättning                |              | Norra Sandsjö, Småland |       | 57.507806, 14.798119 | 10063800610001 | Ladda upp en bild av detta fornminne |
| Norra Sandsjö 62:1                | Gravfält                    |              | Norra Sandsjö, Småland |       | 57.563797, 14.701410 | 10063800620001 | Ladda upp en bild av detta fornminne |
| Norra Sandsjö 63:1                | Stensättning                |              | Norra Sandsjö, Småland |       | 57.565072, 14.705981 | 10063800630001 | Ladda upp en bild av detta fornminne |
| Norra Sandsjö 63:2                | Röse                        |              | Norra Sandsjö, Småland |       | 57.564783, 14.705723 | 10063800630002 | Ladda upp en bild av detta fornminne |
| Norra Sandsjö 64:1                | Stensättning                |              | Norra Sandsjö, Småland |       | 57.515732, 14.717165 | 10063800640001 | Ladda upp en bild av detta fornminne |
| Norra Sandsjö 65:1                | Gravfält                    |              | Norra Sandsjö, Småland |       | 57.562461, 14.706689 | 10063800650001 | Ladda upp en bild av detta fornminne |
| Norra Sandsjö 66:1                | Stensättning                |              | Norra Sandsjö, Småland |       | 57.560994, 14.713209 | 10063800660001 | Ladda upp en bild av detta fornminne |
| Norra Sandsjö 67:1                | Röse                        |              | Norra Sandsjö, Småland |       | 57.560486, 14.713105 | 10063800670001 | Ladda upp en bild av detta fornminne |
| Medelröret (Norra Sandsjö 68:1)   | Röse                        |              | Norra Sandsjö, Småland |       | 57.556646, 14.713810 | 10063800680001 | Ladda upp en bild av detta fornminne |
| Medelröret (Norra Sandsjö 68:2)   | Stensättning                |              | Norra Sandsjö, Småland |       | 57.556673, 14.714177 | 10063800680002 | Ladda upp en bild av detta fornminne |
| Norra Sandsjö 69:1                | Stensättning                |              | Norra Sandsjö, Småland |       | 57.557050, 14.711392 | 10063800690001 | Ladda upp en bild av detta fornminne |
| Norra Sandsjö 70:1                | Röse                        |              | Norra Sandsjö, Småland |       | 57.546779, 14.702590 | 10063800700001 | Ladda upp en bild av detta fornminne |
| Norra Sandsjö 70:2                | Röse                        |              | Norra Sandsjö, Småland |       | 57.546470, 14.702628 | 10063800700002 | Ladda upp en bild av detta fornminne |
| Norra Sandsjö 71:1                | Röse                        |              | Norra Sandsjö, Småland |       | 57.516148, 14.758094 | 10063800710001 | Ladda upp en bild av detta fornminne |
| Norra Sandsjö 73:1                | Röse                        |              | Norra Sandsjö, Småland |       | 57.515193, 14.757475 | 10063800730001 | Ladda upp en bild av detta fornminne |
| Norra Sandsjö 74:1                | Stensättning                |              | Norra Sandsjö, Småland |       | 57.515543, 14.758320 | 10063800740001 | Ladda upp en bild av detta fornminne |
| Norra Sandsjö 75:1                | Stensättning                |              | Norra Sandsjö, Småland |       | 57.519557, 14.757553 | 10063800750001 | Ladda upp en bild av detta fornminne |
| Norra Sandsjö 77:1                | Gravfält                    |              | Norra Sandsjö, Småland |       | 57.500481, 14.756681 | 10063800770001 | Ladda upp en bild av detta fornminne |
| Norra Sandsjö 80:1                | Stensättning                |              | Norra Sandsjö, Småland |       | 57.508122, 14.722055 | 10063800800001 | Ladda upp en bild av detta fornminne |
| Norra Sandsjö 80:2                | Stensättning                |              | Norra Sandsjö, Småland |       | 57.507811, 14.722114 | 10063800800002 | Ladda upp en bild av detta fornminne |
| Norra Sandsjö 82:1                | Stensättning                |              | Norra Sandsjö, Småland |       | 57.523154, 14.749172 | 10063800820001 | Ladda upp en bild av detta fornminne |
| Norra Sandsjö 84:1                | Grav markerad av sten/block |              | Norra Sandsjö, Småland |       | 57.519123, 14.774765 | 10063800840001 | Ladda upp en bild av detta fornminne |
| Norra Sandsjö 84:2                | Grav markerad av sten/block |              | Norra Sandsjö, Småland |       | 57.519234, 14.774576 | 10063800840002 | Ladda upp en bild av detta fornminne |
| Norra Sandsjö 85:1                | Röse                        |              | Norra Sandsjö, Småland |       | 57.533771, 14.724168 | 10063800850001 | Ladda upp en bild av detta fornminne |
| Norra Sandsjö 86:1                | Stensättning                |              | Norra Sandsjö, Småland |       | 57.533316, 14.728138 | 10063800860001 | Ladda upp en bild av detta fornminne |
| Norra Sandsjö 87:1                | Stensättning                |              | Norra Sandsjö, Småland |       | 57.533159, 14.730104 | 10063800870001 | Ladda upp en bild av detta fornminne |
| Norra Sandsjö 88:1                | Röse                        |              | Norra Sandsjö, Småland |       | 57.530558, 14.730945 | 10063800880001 | Ladda upp en bild av detta fornminne |
| Norra Sandsjö 89:1                | Stensättning                |              | Norra Sandsjö, Småland |       | 57.527137, 14.766093 | 10063800890001 | Ladda upp en bild av detta fornminne |
| Norra Sandsjö 90:1                | Stensättning                |              | Norra Sandsjö, Småland |       | 57.528480, 14.792703 | 10063800900001 | Ladda upp en bild av detta fornminne |
| Norra Sandsjö 91:2                | Röse                        |              | Norra Sandsjö, Småland |       | 57.528899, 14.796218 | 10063800910002 | Ladda upp en bild av detta fornminne |
| Norra Sandsjö 91:3                | Stensättning                |              | Norra Sandsjö, Småland |       | 57.528504, 14.795837 | 10063800910003 | Ladda upp en bild av detta fornminne |
| Norra Sandsjö 92:1                | Röse                        |              | Norra Sandsjö, Småland |       | 57.533440, 14.801574 | 10063800920001 | Ladda upp en bild av detta fornminne |
| Domarebacken (Norra Sandsjö 93:1) | Röse                        |              | Norra Sandsjö, Småland |       | 57.533293, 14.798104 | 10063800930001 | Ladda upp en bild av detta fornminne |
| Norra Sandsjö 96:1                | Stensättning                |              | Norra Sandsjö, Småland |       | 57.536338, 14.801465 | 10063800960001 | Ladda upp en bild av detta fornminne |
| Norra Sandsjö 97:1                | Stensättning                |              | Norra Sandsjö, Småland |       | 57.536175, 14.787290 | 10063800970001 | Ladda upp en bild av detta fornminne |
| Norra Sandsjö 101:1               | Röse                        |              | Norra Sandsjö, Småland |       | 57.453058, 14.825723 | 10063801010001 | Ladda upp en bild av detta fornminne |
| Norra Sandsjö 101:2               | Röse                        |              | Norra Sandsjö, Småland |       | 57.453193, 14.825621 | 10063801010002 | Ladda upp en bild av detta fornminne |
| Norra Sandsjö 102:1               | Stensättning                |              | Norra Sandsjö, Småland |       | 57.487762, 14.837548 | 10063801020001 | Ladda upp en bild av detta fornminne |
| Norra Sandsjö 103:1               | Stensättning                |              | Norra Sandsjö, Småland |       | 57.486096, 14.837096 | 10063801030001 | Ladda upp en bild av detta fornminne |
| Norra Sandsjö 104:1               | Stensättning                |              | Norra Sandsjö, Småland |       | 57.524810, 14.806059 | 10063801040001 | Ladda upp en bild av detta fornminne |
| Norra Sandsjö 105:1               | Röse                        |              | Norra Sandsjö, Småland |       | 57.524755, 14.804460 | 10063801050001 | Ladda upp en bild av detta fornminne |
| Norra Sandsjö 106:1               | Röse                        |              | Norra Sandsjö, Småland |       | 57.523275, 14.806514 | 10063801060001 | Ladda upp en bild av detta fornminne |
| Norra Sandsjö 109:1               | Stensättning                |              | Norra Sandsjö, Småland |       | 57.469581, 14.842093 | 10063801090001 | Ladda upp en bild av detta fornminne |
| Norra Sandsjö 110:1               | Röse                        |              | Norra Sandsjö, Småland |       | 57.468776, 14.844000 | 10063801100001 | Ladda upp en bild av detta fornminne |
| Norra Sandsjö 111:1               | Stensättning                |              | Norra Sandsjö, Småland |       | 57.564209, 14.706429 | 10063801110001 | Ladda upp en bild av detta fornminne |
| Norra Sandsjö 112:1               | Stensättning                |              | Norra Sandsjö, Småland |       | 57.557344, 14.710297 | 10063801120001 | Ladda upp en bild av detta fornminne |
| Norra Sandsjö 117:1               | Röse                        |              | Norra Sandsjö, Småland |       | 57.530230, 14.769270 | 10063801170001 | Ladda upp en bild av detta fornminne |
| Norra Sandsjö 120:1               | Gravfält                    |              | Norra Sandsjö, Småland |       | 57.465918, 14.758158 | 10063801200001 | Ladda upp en bild av detta fornminne |
| Norra Sandsjö 125:1               | Röse                        |              | Norra Sandsjö, Småland |       | 57.523208, 14.773771 | 10063801250001 | Ladda upp en bild av detta fornminne |
| Norra Sandsjö 131:1               | Röse                        |              | Norra Sandsjö, Småland |       | 57.508783, 14.770461 | 10063801310001 | Ladda upp en bild av detta fornminne |
| Norra Sandsjö 132:1               | Stensättning                |              | Norra Sandsjö, Småland |       | 57.498647, 14.781228 | 10063801320001 | Ladda upp en bild av detta fornminne |
| Norra Sandsjö 139:1               | Stensättning                |              | Norra Sandsjö, Småland |       | 57.460074, 14.763527 | 10063801390001 | Ladda upp en bild av detta fornminne |
| Norra Sandsjö 140:1               | Stensättning                |              | Norra Sandsjö, Småland |       | 57.487795, 14.766334 | 10063801400001 | Ladda upp en bild av detta fornminne |
| Norra Sandsjö 142:1               | Stensättning                |              | Norra Sandsjö, Småland |       | 57.457416, 14.763781 | 10063801420001 | Ladda upp en bild av detta fornminne |
| Norra Sandsjö 142:2               | Stensättning                |              | Norra Sandsjö, Småland |       | 57.457650, 14.762928 | 10063801420002 | Ladda upp en bild av detta fornminne |
| Norra Sandsjö 142:3               | Stensättning                |              | Norra Sandsjö, Småland |       | 57.457779, 14.762540 | 10063801420003 | Ladda upp en bild av detta fornminne |
| Norra Sandsjö 143:1               | Stensättning                |              | Norra Sandsjö, Småland |       | 57.459244, 14.763491 | 10063801430001 | Ladda upp en bild av detta fornminne |
| Norra Sandsjö 145:1               | Stensättning                |              | Norra Sandsjö, Småland |       | 57.474500, 14.736430 | 10063801450001 | Ladda upp en bild av detta fornminne |
| Norra Sandsjö 145:2               | Stensättning                |              | Norra Sandsjö, Småland |       | 57.474771, 14.735911 | 10063801450002 | Ladda upp en bild av detta fornminne |
| Norra Sandsjö 145:3               | Stensättning                |              | Norra Sandsjö, Småland |       | 57.475159, 14.735580 | 10063801450003 | Ladda upp en bild av detta fornminne |
| Norra Sandsjö 156:1               | Stensättning                |              | Norra Sandsjö, Småland |       | 57.416969, 14.812175 | 10063801560001 | Ladda upp en bild av detta fornminne |
| Norra Sandsjö 160:1               | Stensättning                |              | Norra Sandsjö, Småland |       | 57.440692, 14.789552 | 10063801600001 | Ladda upp en bild av detta fornminne |
| Norra Sandsjö 160:2               | Stenkrets                   |              | Norra Sandsjö, Småland |       | 57.440554, 14.789770 | 10063801600002 | Ladda upp en bild av detta fornminne |
| Norra Sandsjö 161:1               | Stensättning                |              | Norra Sandsjö, Småland |       | 57.440275, 14.790799 | 10063801610001 | Ladda upp en bild av detta fornminne |
| Norra Sandsjö 161:2               | Stensättning                |              | Norra Sandsjö, Småland |       | 57.439879, 14.790843 | 10063801610002 | Ladda upp en bild av detta fornminne |
| Norra Sandsjö 166:1               | Stensättning                |              | Norra Sandsjö, Småland |       | 57.461342, 14.763591 | 10063801660001 | Ladda upp en bild av detta fornminne |
| Norra Sandsjö 166:2               | Stensättning                |              | Norra Sandsjö, Småland |       | 57.461496, 14.763043 | 10063801660002 | Ladda upp en bild av detta fornminne |
| Norra Sandsjö 166:3               | Stensättning                |              | Norra Sandsjö, Småland |       | 57.461506, 14.762816 | 10063801660003 | Ladda upp en bild av detta fornminne |
| Norra Sandsjö 166:4               | Stensättning                |              | Norra Sandsjö, Småland |       | 57.461630, 14.762725 | 10063801660004 | Ladda upp en bild av detta fornminne |
| Norra Sandsjö 166:5               | Stensättning                |              | Norra Sandsjö, Småland |       | 57.461128, 14.763141 | 10063801660005 | Ladda upp en bild av detta fornminne |
| Norra Sandsjö 167:1               | Stensättning                |              | Norra Sandsjö, Småland |       | 57.469786, 14.844111 | 10063801670001 | Ladda upp en bild av detta fornminne |
| Norra Sandsjö 174:1               | Stensättning                |              | Norra Sandsjö, Småland |       | 57.499958, 14.824208 | 10063801740001 | Ladda upp en bild av detta fornminne |
| Norra Sandsjö 178:1               | Röse                        |              | Norra Sandsjö, Småland |       | 57.456610, 14.762599 | 10063801780001 | Ladda upp en bild av detta fornminne |
| Norra Sandsjö 180:1               | Stensättning                |              | Norra Sandsjö, Småland |       | 57.499379, 14.824218 | 10063801800001 | Ladda upp en bild av detta fornminne |
| Norra Sandsjö 187:1               | Stensättning                |              | Norra Sandsjö, Småland |       | 57.507269, 14.674004 | 10063801870001 | Ladda upp en bild av detta fornminne |
| Norra Sandsjö 187:2               | Stensättning                |              | Norra Sandsjö, Småland |       | 57.507092, 14.674064 | 10063801870002 | Ladda upp en bild av detta fornminne |
| Norra Sandsjö 191:1               | Stensättning                |              | Norra Sandsjö, Småland |       | 57.475515, 14.706119 | 10063801910001 | Ladda upp en bild av detta fornminne |
| Norra Sandsjö 200:1               | Stensättning                |              | Norra Sandsjö, Småland |       | 57.486032, 14.838120 | 10063802000001 | Ladda upp en bild av detta fornminne |
| Norra Sandsjö 217:1               | Stensättning                |              | Norra Sandsjö, Småland |       | 57.545098, 14.703160 | 10063802170001 | Ladda upp en bild av detta fornminne |
| Norra Sandsjö 219:1               | Stensättning                |              | Norra Sandsjö, Småland |       | 57.508765, 14.719381 | 10063802190001 | Ladda upp en bild av detta fornminne |
| Norra Sandsjö 310                 | Röse                        |              | Norra Sandsjö, Småland |       | 57.586776, 14.734785 | 12000000106321 | Ladda upp en bild av detta fornminne |
| Norra Sandsjö 317                 | Röse                        |              | Norra Sandsjö, Småland |       | 57.598988, 14.779333 | 12000000107118 | Ladda upp en bild av detta fornminne |

## Norra Solberga
| Namn                                 | Lämningstyp                 | Tillkomsttid | Historisk indelning     | Plats | Läge                 | ID-nr          | Bild                                      |
| ------------------------------------ | --------------------------- | ------------ | ----------------------- | ----- | -------------------- | -------------- | ----------------------------------------- |
| Norra Solberga 1:1                   | Stensättning                |              | Norra Solberga, Småland |       | 57.723969, 14.711399 | 10063900010001 | Ladda upp en bild av detta fornminne      |
| Norra Solberga 3:1                   | Stensättning                |              | Norra Solberga, Småland |       | 57.733128, 14.735456 | 10063900030001 | Ladda upp en bild av detta fornminne      |
| Kungsgravarna (Norra Solberga 5:1)   | Gravfält                    |              | Norra Solberga, Småland |       | 57.725579, 14.771839 | 10063900050001 | Ladda upp en till bild av detta fornminne |
| Norra Solberga 6:1                   | Stensättning                |              | Norra Solberga, Småland |       | 57.725474, 14.784668 | 10063900060001 | Ladda upp en bild av detta fornminne      |
| Norra Solberga 6:2                   | Stensättning                |              | Norra Solberga, Småland |       | 57.725347, 14.784502 | 10063900060002 | Ladda upp en bild av detta fornminne      |
| Norra Solberga 6:3                   | Stensättning                |              | Norra Solberga, Småland |       | 57.725358, 14.784713 | 10063900060003 | Ladda upp en bild av detta fornminne      |
| Norra Solberga 7:1                   | Röse                        |              | Norra Solberga, Småland |       | 57.725957, 14.783542 | 10063900070001 | Ladda upp en bild av detta fornminne      |
| Norra Solberga 8:1                   | Stensättning                |              | Norra Solberga, Småland |       | 57.710674, 14.778811 | 10063900080001 | Ladda upp en bild av detta fornminne      |
| Norra Solberga 8:2                   | Stenkrets                   |              | Norra Solberga, Småland |       | 57.710583, 14.778801 | 10063900080002 | Ladda upp en bild av detta fornminne      |
| Norra Solberga 8:3                   | Stenkrets                   |              | Norra Solberga, Småland |       | 57.710454, 14.778866 | 10063900080003 | Ladda upp en bild av detta fornminne      |
| Norra Solberga 9:1                   | Stensättning                |              | Norra Solberga, Småland |       | 57.704964, 14.794034 | 10063900090001 | Ladda upp en bild av detta fornminne      |
| Norra Solberga 9:2                   | Stensättning                |              | Norra Solberga, Småland |       | 57.704854, 14.794022 | 10063900090002 | Ladda upp en bild av detta fornminne      |
| Orrakullen (Norra Solberga 10:1)     | Gravfält                    |              | Norra Solberga, Småland |       | 57.736309, 14.793384 | 10063900100001 | Ladda upp en bild av detta fornminne      |
| Norra Solberga 11:1                  | Röse                        |              | Norra Solberga, Småland |       | 57.687361, 14.803126 | 10063900110001 | Ladda upp en bild av detta fornminne      |
| Norra Solberga 12:1                  | Röse                        |              | Norra Solberga, Småland |       | 57.687114, 14.784233 | 10063900120001 | Ladda upp en bild av detta fornminne      |
| Norra Solberga 13:1                  | Stensättning                |              | Norra Solberga, Småland |       | 57.687843, 14.783901 | 10063900130001 | Ladda upp en bild av detta fornminne      |
| Norra Solberga 13:2                  | Stensättning                |              | Norra Solberga, Småland |       | 57.687744, 14.783921 | 10063900130002 | Ladda upp en bild av detta fornminne      |
| Norra Solberga 13:3                  | Stensättning                |              | Norra Solberga, Småland |       | 57.687720, 14.783728 | 10063900130003 | Ladda upp en bild av detta fornminne      |
| Norra Solberga 13:4                  | Stensättning                |              | Norra Solberga, Småland |       | 57.687719, 14.783551 | 10063900130004 | Ladda upp en bild av detta fornminne      |
| Norra Solberga 14:1                  | Stensättning                |              | Norra Solberga, Småland |       | 57.688975, 14.786016 | 10063900140001 | Ladda upp en bild av detta fornminne      |
| Norra Solberga 15:1                  | Röse                        |              | Norra Solberga, Småland |       | 57.687189, 14.787664 | 10063900150001 | Ladda upp en bild av detta fornminne      |
| Norra Solberga 15:2                  | Stensättning                |              | Norra Solberga, Småland |       | 57.687174, 14.787420 | 10063900150002 | Ladda upp en bild av detta fornminne      |
| Norra Solberga 16:1                  | Stensättning                |              | Norra Solberga, Småland |       | 57.691315, 14.784235 | 10063900160001 | Ladda upp en bild av detta fornminne      |
| Norra Solberga 17:1                  | Röse                        |              | Norra Solberga, Småland |       | 57.733080, 14.782360 | 10063900170001 | Ladda upp en bild av detta fornminne      |
| Norra Solberga 17:2                  | Stenkrets                   |              | Norra Solberga, Småland |       | 57.732904, 14.782368 | 10063900170002 | Ladda upp en bild av detta fornminne      |
| Norra Solberga 18:1                  | Röse                        |              | Norra Solberga, Småland |       | 57.680914, 14.802845 | 10063900180001 | Ladda upp en bild av detta fornminne      |
| Norra Solberga 20:1                  | Stensättning                |              | Norra Solberga, Småland |       | 57.690920, 14.803371 | 10063900200001 | Ladda upp en bild av detta fornminne      |
| Norra Solberga 20:2                  | Stensättning                |              | Norra Solberga, Småland |       | 57.691042, 14.804360 | 10063900200002 | Ladda upp en bild av detta fornminne      |
| Norra Solberga 21:1                  | Hög                         |              | Norra Solberga, Småland |       | 57.684326, 14.857753 | 10063900210001 | Ladda upp en bild av detta fornminne      |
| Norra Solberga 23:1                  | Gravfält                    |              | Norra Solberga, Småland |       | 57.689903, 14.850240 | 10063900230001 | Ladda upp en bild av detta fornminne      |
| Vittingsberget (Norra Solberga 24:1) | Fornborg                    |              | Norra Solberga, Småland |       | 57.691289, 14.873253 | 10063900240001 | Ladda upp en bild av detta fornminne      |
| Norra Solberga 25:1                  | Stensättning                |              | Norra Solberga, Småland |       | 57.726495, 14.839412 | 10063900250001 | Ladda upp en bild av detta fornminne      |
| Norra Solberga 26:1                  | Stenkammargrav              |              | Norra Solberga, Småland |       | 57.725639, 14.840043 | 10063900260001 | Ladda upp en bild av detta fornminne      |
| Norra Solberga 27:1                  | Stensättning                |              | Norra Solberga, Småland |       | 57.728810, 14.845342 | 10063900270001 | Ladda upp en bild av detta fornminne      |
| Norra Solberga 28:1                  | Stensättning                |              | Norra Solberga, Småland |       | 57.729248, 14.833991 | 10063900280001 | Ladda upp en bild av detta fornminne      |
| Norra Solberga 29:1                  | Röse                        |              | Norra Solberga, Småland |       | 57.741967, 14.815949 | 10063900290001 | Ladda upp en bild av detta fornminne      |
| Kungsgravarna (Norra Solberga 30:1)  | Röse                        |              | Norra Solberga, Småland |       | 57.741190, 14.816058 | 10063900300001 | Ladda upp en bild av detta fornminne      |
| Kungsgravarna (Norra Solberga 30:2)  | Röse                        |              | Norra Solberga, Småland |       | 57.740599, 14.815981 | 10063900300002 | Ladda upp en bild av detta fornminne      |
| Norra Solberga 31:1                  | Stensättning                |              | Norra Solberga, Småland |       | 57.741821, 14.817914 | 10063900310001 | Ladda upp en bild av detta fornminne      |
| Norra Solberga 32:1                  | Stensättning                |              | Norra Solberga, Småland |       | 57.735085, 14.785890 | 10063900320001 | Ladda upp en bild av detta fornminne      |
| Norra Solberga 33:1                  | Röse                        |              | Norra Solberga, Småland |       | 57.735985, 14.785145 | 10063900330001 | Ladda upp en bild av detta fornminne      |
| Norra Solberga 34:1                  | Stensättning                |              | Norra Solberga, Småland |       | 57.728681, 14.782533 | 10063900340001 | Ladda upp en bild av detta fornminne      |
| Norra Solberga 34:2                  | Stensättning                |              | Norra Solberga, Småland |       | 57.728564, 14.782652 | 10063900340002 | Ladda upp en bild av detta fornminne      |
| Norra Solberga 34:3                  | Stenkrets                   |              | Norra Solberga, Småland |       | 57.728570, 14.782427 | 10063900340003 | Ladda upp en bild av detta fornminne      |
| Norra Solberga 35:1                  | Stensättning                |              | Norra Solberga, Småland |       | 57.680392, 14.850215 | 10063900350001 | Ladda upp en bild av detta fornminne      |
| Norra Solberga 36:1                  | Stensättning                |              | Norra Solberga, Småland |       | 57.736237, 14.781547 | 10063900360001 | Ladda upp en bild av detta fornminne      |
| Norra Solberga 37:1                  | Röse                        |              | Norra Solberga, Småland |       | 57.682132, 14.754826 | 10063900370001 | Ladda upp en bild av detta fornminne      |
| Norra Solberga 38:1                  | Röse                        |              | Norra Solberga, Småland |       | 57.690658, 14.754855 | 10063900380001 | Ladda upp en bild av detta fornminne      |
| Norra Solberga 39:1                  | Stensättning                |              | Norra Solberga, Småland |       | 57.690411, 14.756528 | 10063900390001 | Ladda upp en bild av detta fornminne      |
| Norra Solberga 40:1                  | Röse                        |              | Norra Solberga, Småland |       | 57.692054, 14.751062 | 10063900400001 | Ladda upp en bild av detta fornminne      |
| Norra Solberga 40:2                  | Röse                        |              | Norra Solberga, Småland |       | 57.691831, 14.751102 | 10063900400002 | Ladda upp en bild av detta fornminne      |
| Norra Solberga 41:1                  | Stensättning                |              | Norra Solberga, Småland |       | 57.694290, 14.757592 | 10063900410001 | Ladda upp en bild av detta fornminne      |
| Norra Solberga 43:1                  | Stensättning                |              | Norra Solberga, Småland |       | 57.720956, 14.742020 | 10063900430001 | Ladda upp en bild av detta fornminne      |
| Norra Solberga 44:1                  | Röse                        |              | Norra Solberga, Småland |       | 57.711446, 14.731290 | 10063900440001 | Ladda upp en bild av detta fornminne      |
| Norra Solberga 44:2                  | Stenkrets                   |              | Norra Solberga, Småland |       | 57.711638, 14.731293 | 10063900440002 | Ladda upp en bild av detta fornminne      |
| Norra Solberga 44:3                  | Stenkrets                   |              | Norra Solberga, Småland |       | 57.711569, 14.730992 | 10063900440003 | Ladda upp en bild av detta fornminne      |
| Norra Solberga 45:1                  | Stensättning                |              | Norra Solberga, Småland |       | 57.731503, 14.780056 | 10063900450001 | Ladda upp en bild av detta fornminne      |
| Norra Solberga 70:1                  | Röse                        |              | Norra Solberga, Småland |       | 57.736881, 14.777417 | 10063900700001 | Ladda upp en bild av detta fornminne      |
| Norra Solberga 70:2                  | Stensättning                |              | Norra Solberga, Småland |       | 57.736665, 14.777163 | 10063900700002 | Ladda upp en bild av detta fornminne      |
| Norra Solberga 71:1                  | Stensättning                |              | Norra Solberga, Småland |       | 57.736563, 14.775108 | 10063900710001 | Ladda upp en bild av detta fornminne      |
| Norra Solberga 72:1                  | Stensättning                |              | Norra Solberga, Småland |       | 57.730466, 14.784289 | 10063900720001 | Ladda upp en bild av detta fornminne      |
| Norra Solberga 74:1                  | Stensättning                |              | Norra Solberga, Småland |       | 57.736804, 14.785340 | 10063900740001 | Ladda upp en bild av detta fornminne      |
| Norra Solberga 75:1                  | Stensättning                |              | Norra Solberga, Småland |       | 57.730109, 14.784807 | 10063900750001 | Ladda upp en bild av detta fornminne      |
| Norra Solberga 95:1                  | Röse                        |              | Norra Solberga, Småland |       | 57.727682, 14.838780 | 10063900950001 | Ladda upp en bild av detta fornminne      |
| Norra Solberga 101:1                 | Stensättning                |              | Norra Solberga, Småland |       | 57.660758, 14.827915 | 10063901010001 | Ladda upp en bild av detta fornminne      |
| Norra Solberga 101:2                 | Stensättning                |              | Norra Solberga, Småland |       | 57.660733, 14.828101 | 10063901010002 | Ladda upp en bild av detta fornminne      |
| Norra Solberga 101:3                 | Stensättning                |              | Norra Solberga, Småland |       | 57.660845, 14.827593 | 10063901010003 | Ladda upp en bild av detta fornminne      |
| Norra Solberga 102:1                 | Stensättning                |              | Norra Solberga, Småland |       | 57.662007, 14.833647 | 10063901020001 | Ladda upp en bild av detta fornminne      |
| Norra Solberga 103:1                 | Röse                        |              | Norra Solberga, Småland |       | 57.666601, 14.822627 | 10063901030001 | Ladda upp en bild av detta fornminne      |
| Norra Solberga 104:1                 | Stensättning                |              | Norra Solberga, Småland |       | 57.668680, 14.799182 | 10063901040001 | Ladda upp en bild av detta fornminne      |
| Norra Solberga 104:2                 | Stensättning                |              | Norra Solberga, Småland |       | 57.668843, 14.798236 | 10063901040002 | Ladda upp en bild av detta fornminne      |
| Norra Solberga 105:1                 | Röse                        |              | Norra Solberga, Småland |       | 57.664185, 14.854506 | 10063901050001 | Ladda upp en bild av detta fornminne      |
| Norra Solberga 106:1                 | Stenkrets                   |              | Norra Solberga, Småland |       | 57.663526, 14.853852 | 10063901060001 | Ladda upp en bild av detta fornminne      |
| Norra Solberga 110:1                 | Röse                        |              | Norra Solberga, Småland |       | 57.643891, 14.772659 | 10063901100001 | Ladda upp en bild av detta fornminne      |
| Norra Solberga 111:1                 | Stensättning                |              | Norra Solberga, Småland |       | 57.643231, 14.797732 | 10063901110001 | Ladda upp en bild av detta fornminne      |
| Norra Solberga 111:2                 | Stensättning                |              | Norra Solberga, Småland |       | 57.642880, 14.797557 | 10063901110002 | Ladda upp en bild av detta fornminne      |
| Norra Solberga 113:1                 | Stensättning                |              | Norra Solberga, Småland |       | 57.668730, 14.853432 | 10063901130001 | Ladda upp en bild av detta fornminne      |
| Norra Solberga 114:1                 | Röse                        |              | Norra Solberga, Småland |       | 57.630455, 14.795767 | 10063901140001 | Ladda upp en bild av detta fornminne      |
| Norra Solberga 116:1                 | Röse                        |              | Norra Solberga, Småland |       | 57.647658, 14.783241 | 10063901160001 | Ladda upp en bild av detta fornminne      |
| Norra Solberga 117:1                 | Röse                        |              | Norra Solberga, Småland |       | 57.646826, 14.783533 | 10063901170001 | Ladda upp en bild av detta fornminne      |
| Norra Solberga 125:1                 | Grav markerad av sten/block |              | Norra Solberga, Småland |       | 57.685975, 14.869304 | 10063901250001 | Ladda upp en bild av detta fornminne      |
| Norra Solberga 192:1                 | Stensättning                |              | Norra Solberga, Småland |       | 57.685022, 14.764887 | 10063901920001 | Ladda upp en bild av detta fornminne      |
| Norra Solberga 192:2                 | Stensättning                |              | Norra Solberga, Småland |       | 57.684852, 14.765002 | 10063901920002 | Ladda upp en bild av detta fornminne      |
| Norra Solberga 311                   | Stensättning                |              | Norra Solberga, Småland |       | 57.673294, 14.853395 | 12000000001388 | Ladda upp en bild av detta fornminne      |
| Norra Solberga 333                   | Röse                        |              | Norra Solberga, Småland |       | 57.638654, 14.778076 | 12000000059341 | Ladda upp en bild av detta fornminne      |
| Norra Solberga 337                   | Röse                        |              | Norra Solberga, Småland |       | 57.638985, 14.778419 | 12000000059345 | Ladda upp en bild av detta fornminne      |
| Norra Solberga 342                   | Stensättning                |              | Norra Solberga, Småland |       | 57.635215, 14.781315 | 12000000059351 | Ladda upp en bild av detta fornminne      |
| Norra Solberga 407                   | Gravfält                    |              | Norra Solberga, Småland |       | 57.708659, 14.768706 | 12000000108401 | Ladda upp en bild av detta fornminne      |
| Norra Solberga 434                   | Stenkrets                   |              | Norra Solberga, Småland |       | 57.695789, 14.792332 | 12000000109393 | Ladda upp en bild av detta fornminne      |
| Norra Solberga 443                   | Stenkrets                   |              | Norra Solberga, Småland |       | 57.695877, 14.792688 | 12000000109403 | Ladda upp en bild av detta fornminne      |

## Nässjö
| Namn                              | Lämningstyp                 | Tillkomsttid | Historisk indelning | Plats | Läge                 | ID-nr          | Bild                                      |
| --------------------------------- | --------------------------- | ------------ | ------------------- | ----- | -------------------- | -------------- | ----------------------------------------- |
| Nässjö 1:1                        | Röse                        |              | Nässjö, Småland     |       | 57.619769, 14.700334 | 10064600010001 | Ladda upp en bild av detta fornminne      |
| Nässjö 2:1                        | Röse                        |              | Nässjö, Småland     |       | 57.620685, 14.701597 | 10064600020001 | Ladda upp en bild av detta fornminne      |
| Nässjö 3:1                        | Röse                        |              | Nässjö, Småland     |       | 57.620549, 14.702862 | 10064600030001 | Ladda upp en bild av detta fornminne      |
| Nässjö 4:1                        | Stensättning                |              | Nässjö, Småland     |       | 57.629868, 14.689292 | 10064600040001 | Ladda upp en bild av detta fornminne      |
| Nässjö 5:1                        | Stensättning                |              | Nässjö, Småland     |       | 57.641180, 14.689283 | 10064600050001 | Ladda upp en bild av detta fornminne      |
| Nässjö 7:1                        | Röse                        |              | Nässjö, Småland     |       | 57.625816, 14.635049 | 10064600070001 | Ladda upp en bild av detta fornminne      |
| Nässjö 8:1                        | Stenkrets                   |              | Nässjö, Småland     |       | 57.622903, 14.717355 | 10064600080001 | Ladda upp en bild av detta fornminne      |
| Nässjö 8:2                        | Stenkrets                   |              | Nässjö, Småland     |       | 57.622995, 14.717272 | 10064600080002 | Ladda upp en bild av detta fornminne      |
| Nässjö 8:3                        | Röse                        |              | Nässjö, Småland     |       | 57.622791, 14.717152 | 10064600080003 | Ladda upp en bild av detta fornminne      |
| Utkiksröret (Nässjö 9:1)          | Röse                        |              | Nässjö, Småland     |       | 57.619689, 14.725021 | 10064600090001 | Ladda upp en bild av detta fornminne      |
| Nässjö 10:1                       | Grav markerad av sten/block |              | Nässjö, Småland     |       | 57.612530, 14.742059 | 10064600100001 | Ladda upp en bild av detta fornminne      |
| Nässjö 12:1                       | Röse                        |              | Nässjö, Småland     |       | 57.656378, 14.749667 | 10064600120001 | Ladda upp en bild av detta fornminne      |
| Nässjö 12:2                       | Röse                        |              | Nässjö, Småland     |       | 57.656226, 14.749789 | 10064600120002 | Ladda upp en bild av detta fornminne      |
| Nässjö 13:1                       | Röse                        |              | Nässjö, Småland     |       | 57.659068, 14.748214 | 10064600130001 | Ladda upp en bild av detta fornminne      |
| Nässjö 13:2                       | Röse                        |              | Nässjö, Småland     |       | 57.659005, 14.747955 | 10064600130002 | Ladda upp en bild av detta fornminne      |
| Nässjö 13:3                       | Röse                        |              | Nässjö, Småland     |       | 57.658866, 14.748111 | 10064600130003 | Ladda upp en bild av detta fornminne      |
| Nässjö 17:1                       | Stenkrets                   |              | Nässjö, Småland     |       | 57.666825, 14.714064 | 10064600170001 | Ladda upp en bild av detta fornminne      |
| Nässjö 18:1                       | Stensättning                |              | Nässjö, Småland     |       | 57.675715, 14.684062 | 10064600180001 | Ladda upp en bild av detta fornminne      |
| Nässjö 20:1                       | Röse                        |              | Nässjö, Småland     |       | 57.689261, 14.686088 | 10064600200001 | Ladda upp en bild av detta fornminne      |
| Nässjö 21:1                       | Stensättning                |              | Nässjö, Småland     |       | 57.686968, 14.686407 | 10064600210001 | Ladda upp en bild av detta fornminne      |
| Nässjö 21:2                       | Stensättning                |              | Nässjö, Småland     |       | 57.686623, 14.686989 | 10064600210002 | Ladda upp en bild av detta fornminne      |
| Nässjö 22:1                       | Röse                        |              | Nässjö, Småland     |       | 57.693016, 14.745598 | 10064600220001 | Ladda upp en bild av detta fornminne      |
| Domsätet, Hallängen (Nässjö 23:1) | Gravfält                    |              | Nässjö, Småland     |       | 57.690005, 14.746217 | 10064600230001 | Ladda upp en till bild av detta fornminne |
| Nässjö 25:1                       | Röse                        |              | Nässjö, Småland     |       | 57.689618, 14.743305 | 10064600250001 | Ladda upp en bild av detta fornminne      |
| Nässjö 26:1                       | Stensättning                |              | Nässjö, Småland     |       | 57.692587, 14.746890 | 10064600260001 | Ladda upp en bild av detta fornminne      |
| Nässjö 27:1                       | Stensättning                |              | Nässjö, Småland     |       | 57.715993, 14.694583 | 10064600270001 | Ladda upp en bild av detta fornminne      |
| Nässjö 28:1                       | Röse                        |              | Nässjö, Småland     |       | 57.709394, 14.677970 | 10064600280001 | Ladda upp en bild av detta fornminne      |
| Nässjö 30:1                       | Röse                        |              | Nässjö, Småland     |       | 57.697393, 14.667551 | 10064600300001 | Ladda upp en bild av detta fornminne      |
| Nässjö 31:1                       | Stensättning                |              | Nässjö, Småland     |       | 57.683576, 14.666214 | 10064600310001 | Ladda upp en bild av detta fornminne      |
| Nässjö 32:1                       | Stensättning                |              | Nässjö, Småland     |       | 57.678515, 14.667862 | 10064600320001 | Ladda upp en bild av detta fornminne      |
| Predikstolen (Nässjö 33:1)        | Röse                        |              | Nässjö, Småland     |       | 57.676197, 14.668335 | 10064600330001 | Ladda upp en bild av detta fornminne      |
| Högarör (Nässjö 34:1)             | Röse                        |              | Nässjö, Småland     |       | 57.652374, 14.648212 | 10064600340001 | Ladda upp en bild av detta fornminne      |
| Nässjö 35:1                       | Stensättning                |              | Nässjö, Småland     |       | 57.623107, 14.641539 | 10064600350001 | Ladda upp en bild av detta fornminne      |
| Kapellet (Nässjö 36:1)            | Begravningsplats            |              | Nässjö, Småland     |       | 57.598329, 14.760308 | 10064600360001 | Ladda upp en bild av detta fornminne      |
| Nässjö 40:1                       | Stensättning                |              | Nässjö, Småland     |       | 57.677405, 14.744398 | 10064600400001 | Ladda upp en bild av detta fornminne      |
| Nässjö 42:1                       | Stensättning                |              | Nässjö, Småland     |       | 57.587459, 14.659893 | 10064600420001 | Ladda upp en bild av detta fornminne      |
| Nässjö 43:1                       | Stensättning                |              | Nässjö, Småland     |       | 57.585665, 14.659769 | 10064600430001 | Ladda upp en bild av detta fornminne      |
| Nässjö 70:1                       | Stensättning                |              | Nässjö, Småland     |       | 57.696547, 14.668250 | 10064600700001 | Ladda upp en bild av detta fornminne      |
| Nässjö 70:2                       | Stensättning                |              | Nässjö, Småland     |       | 57.696558, 14.668502 | 10064600700002 | Ladda upp en bild av detta fornminne      |
| Nässjö 91:1                       | Stensättning                |              | Nässjö, Småland     |       | 57.691567, 14.747188 | 10064600910001 | Ladda upp en bild av detta fornminne      |
| Nässjö 93:1                       | Stensättning                |              | Nässjö, Småland     |       | 57.694799, 14.745788 | 10064600930001 | Ladda upp en bild av detta fornminne      |
| Nässjö 93:2                       | Stensättning                |              | Nässjö, Småland     |       | 57.694976, 14.745968 | 10064600930002 | Ladda upp en bild av detta fornminne      |
| Nässjö 98:1                       | Stensättning                |              | Nässjö, Småland     |       | 57.636615, 14.697306 | 10064600980001 | Ladda upp en bild av detta fornminne      |
| Nässjö 116:1                      | Röse                        |              | Nässjö, Småland     |       | 57.588107, 14.733154 | 10064601160001 | Ladda upp en bild av detta fornminne      |
| Nässjö 122:1                      | Stensättning                |              | Nässjö, Småland     |       | 57.537137, 14.810447 | 10064601220001 | Ladda upp en bild av detta fornminne      |
| Nässjö 127:1                      | Röse                        |              | Nässjö, Småland     |       | 57.543413, 14.806737 | 10064601270001 | Ladda upp en bild av detta fornminne      |
| Nässjö 128:1                      | Stensättning                |              | Nässjö, Småland     |       | 57.545741, 14.803469 | 10064601280001 | Ladda upp en bild av detta fornminne      |
| Nässjö 129:1                      | Stensättning                |              | Nässjö, Småland     |       | 57.547978, 14.803632 | 10064601290001 | Ladda upp en bild av detta fornminne      |
| Nässjö 129:2                      | Stensättning                |              | Nässjö, Småland     |       | 57.547990, 14.803869 | 10064601290002 | Ladda upp en bild av detta fornminne      |
| Nässjö 129:3                      | Stenkrets                   |              | Nässjö, Småland     |       | 57.547901, 14.803853 | 10064601290003 | Ladda upp en bild av detta fornminne      |
| Nässjö 130:1                      | Stenkrets                   |              | Nässjö, Småland     |       | 57.547795, 14.806302 | 10064601300001 | Ladda upp en bild av detta fornminne      |
| Nässjö 130:2                      | Röse                        |              | Nässjö, Småland     |       | 57.547695, 14.806305 | 10064601300002 | Ladda upp en bild av detta fornminne      |
| Nässjö 130:3                      | Stenkrets                   |              | Nässjö, Småland     |       | 57.547583, 14.806302 | 10064601300003 | Ladda upp en bild av detta fornminne      |
| Nässjö 131:1                      | Röse                        |              | Nässjö, Småland     |       | 57.547732, 14.804917 | 10064601310001 | Ladda upp en bild av detta fornminne      |
| Nässjö 132:1                      | Stensättning                |              | Nässjö, Småland     |       | 57.548618, 14.807398 | 10064601320001 | Ladda upp en bild av detta fornminne      |
| Nässjö 140:1                      | Stensättning                |              | Nässjö, Småland     |       | 57.547766, 14.802449 | 10064601400001 | Ladda upp en bild av detta fornminne      |
| Nässjö 141:2                      | Stensättning                |              | Nässjö, Småland     |       | 57.548398, 14.801416 | 10064601410002 | Ladda upp en bild av detta fornminne      |
| Nässjö 147:1                      | Stensättning                |              | Nässjö, Småland     |       | 57.681585, 14.671767 | 10064601470001 | Ladda upp en bild av detta fornminne      |
| Nässjö 148:1                      | Hög                         |              | Nässjö, Småland     |       | 57.679244, 14.648925 | 10064601480001 | Ladda upp en bild av detta fornminne      |
| Nässjö 148:2                      | Hög                         |              | Nässjö, Småland     |       | 57.679380, 14.648668 | 10064601480002 | Ladda upp en bild av detta fornminne      |
| Nässjö 218                        | Röse                        |              | Nässjö, Småland     |       | 57.690436, 14.702514 | 12000000035954 | Ladda upp en bild av detta fornminne      |
| Nässjö 219                        | Röse                        |              | Nässjö, Småland     |       | 57.690354, 14.702613 | 12000000035955 | Ladda upp en bild av detta fornminne      |
| Nässjö 221                        | Röse                        |              | Nässjö, Småland     |       | 57.690355, 14.702443 | 12000000035957 | Ladda upp en bild av detta fornminne      |
| Nässjö 263                        | Stensättning                |              | Nässjö, Småland     |       | 57.670029, 14.654858 | 12000000038970 | Ladda upp en bild av detta fornminne      |
| Nässjö 273                        | Röse                        |              | Nässjö, Småland     |       | 57.670020, 14.654966 | 12000000038980 | Ladda upp en bild av detta fornminne      |
| Nässjö 275                        | Stensättning                |              | Nässjö, Småland     |       | 57.666940, 14.663585 | 12000000038982 | Ladda upp en bild av detta fornminne      |
| Nässjö 280                        | Stensättning                |              | Nässjö, Småland     |       | 57.666886, 14.663486 | 12000000038987 | Ladda upp en bild av detta fornminne      |
| Nässjö 483                        | Röse                        |              | Nässjö, Småland     |       | 57.586193, 14.719246 | 12000000106325 | Ladda upp en bild av detta fornminne      |
| Nässjö 565                        | Stensättning                |              | Nässjö, Småland     |       | 57.550770, 14.807249 | 12000000117188 | Ladda upp en bild av detta fornminne      |
| Nässjö 640                        | Röse                        |              | Nässjö, Småland     |       | 57.672702, 14.667908 | 12000000127865 | Ladda upp en bild av detta fornminne      |